# Список графских родов Российской империи

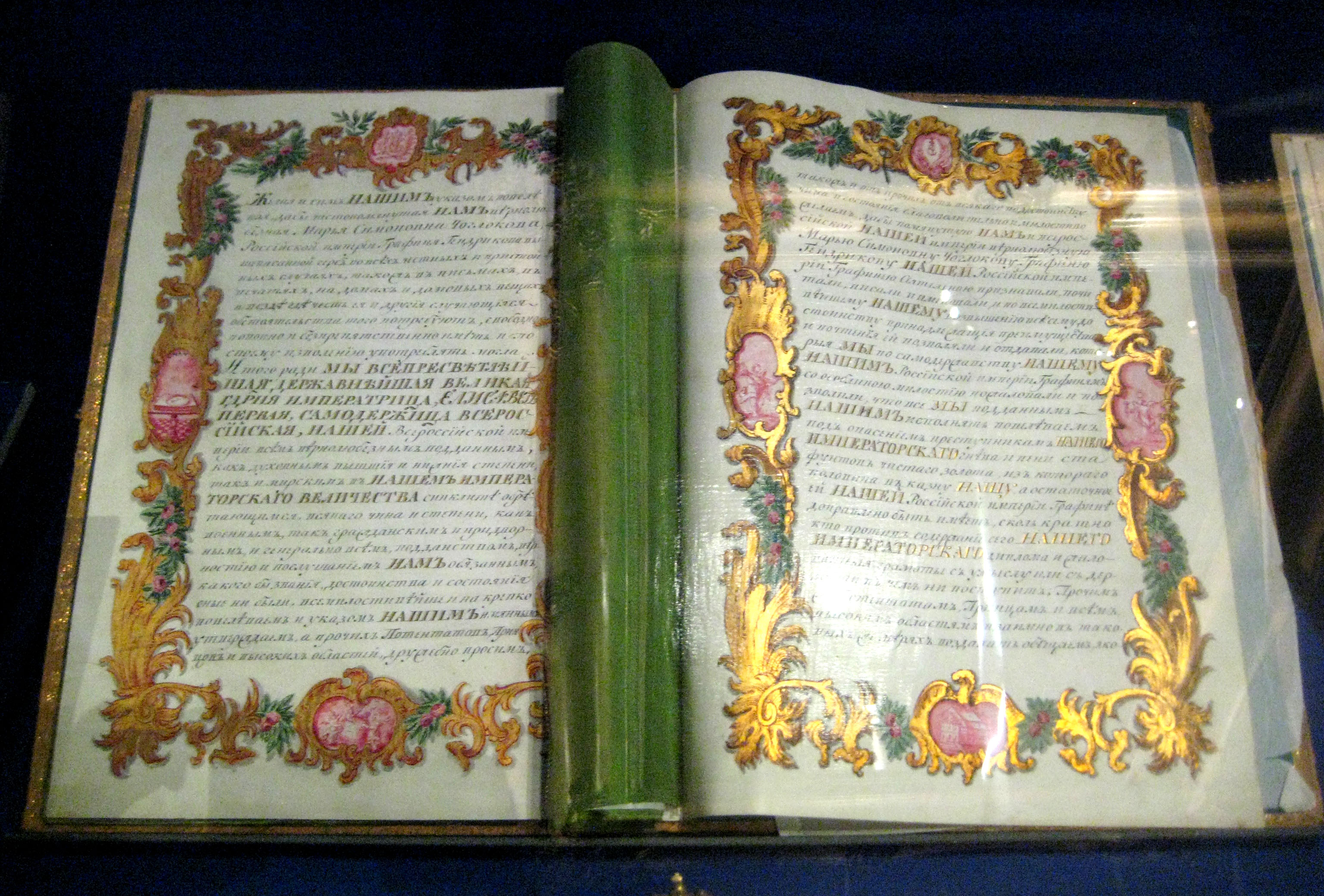
Грамота Елизаветы Петровны о возведении в графское достоинство её двоюродной сестры

К числу более чем 300 графских родов (включая угасшие) Российского царства и Российской империи относятся:
- возведённые в графское Российского царства и в графское Российской империи достоинства (к началу XX века — не менее 120),
- возведённые в графское Царства Польского достоинство российскими императорами,
- возведённые в графское Великого Княжества Финляндского достоинство российскими императорами (всего 13 родов),
- возведённые иностранными монархами и признанные в графском достоинстве в Российской империи (к началу XX века — не менее 150).

Некоторые роды, получившие титул от иностранных монархов, а также все польские роды, получившие титул от римских пап, не получили признание от российской власти.
После 1917 г. одна из ветвей дома Романовых продолжила практику пожалования графских титулов. Эти пожалования в список не включены и отражены в статье Пожалования титулов и орденов Российской империи после 1917 года.
В список также не включены некоторые фамилии, упоминаемые в неофициальных генеалогических изданиях в числе графских родов Российской Империи, но для которых нет сведений, что они были признаны в графском достоинстве в Российской Империи или получили право на пользование графским титулом в Российской Империи:
1. Графы Анквиц[2] (КГЛ)
2. Графы Карницкие[3] (КГЛ)
3. Графы Катаржи[4] (Италия)
4. Графы Леонтьевы[5] (Абиссиния)
5. Графы Меллин[6] (СРИ) (+)
6. Графы Рагузинские[7] (Босния)
7. Графы Салиас-де-Турнемир (Франция)
8. Графы Фредро[8] (Австр.) (+)
9. Графы Яблоновские[9] (КГЛ)

## Список сокращений
- Австр. — Австрия
- ВКФ — Великое Княжество Финляндское
- КГЛ — Королевство Галиция и Лодомерия
- Прус. — Пруссия
- СРИ — Священная Римская империя
- РИ — Российская Империя
- ЦП — Царство Польское

## Алфавитный список графских родов
| # А Б В Г Д Е Ё Ж З И К Л М Н О П Р С Т У Ф Х Ц Ч Ш Щ Э Ю Я |

### А
1. Графы Адлерберг (РИ)
2. Графы Александровичи (КГЛ) (ЦП)
3. Графы Алефельд-Лаурвиген (Дания)
4. Графы Алопеус (ЦП)
5. Графы Аминовы (ВКФ)
6. Графы Анреп-Эльмпт (СРИ/РИ)
7. Графы Апраксины (2 ветви) (РИ)
8. Графы Аракчеевы (РИ)
9. Графы Армфельт (ВКФ)

### Б
1. Графы де-Бальмен (Ирландия?)
2. Графы Барановы (РИ)
3. Графы Баранцовы (РИ)
4. Графы Барклай-де-Толли (РИ)
5. Графы Бахметевы (РИ)
6. Графы Безбородко (СРИ)
7. Графы Безбородко (РИ)
8. Графы Белёвские (РИ)
9. Графы Белёвские-Жуковские (РИ)
10. Графы Белинские (ЦП)
11. Графы Бенкендорфы (2 ветви) (РИ)
12. Графы Беннигсены (РИ)
13. Графы Берг (ВКФ)
14. Графы Бестужевы-Рюмины (СРИ) (+)
15. Графы Бестужевы-Рюмины (РИ)
16. Графы фон Бироны (СРИ) (+)
17. Графы Блудовы (РИ)
18. Графы Бнинские (ЦП)
19. Графы Бобринские (РИ)
20. Графы Бобровские (КГЛ) (+)
21. Графы Богарне (3 ветви) (РИ)
22. Графы Борковские-Дунины (ЦП)
23. Графы Борх (СРИ)
24. Графы Браницкие (СРИ)
25. Графы Брасовы (РИ) — морганатическая супруга в.к. Михаила Александровича и их сын.
26. Графы Бреверн-де-Лагарди (Швеция)
27. Графы Бржостовские (Прус.) (ЦП)
28. Графы Броуны (СРИ) (+)
29. Графы Брунновы (РИ)
30. Графы Брюммер (Бриммер) (СРИ) (+)
31. Графы Брюсы (2 ветви) (РИ)
32. Графы Буксгевдены (Прус.) (РИ)
33. Графы Бутлеры (СРИ) (ЦП)
34. Графы Бутурлины (РИ)
35. Графы Быстржановские (ЦП)

### В
1. Графы Валевские (ЦП)
2. Графы Валуевы (РИ)
3. Графы Васильевы (2 ветви) (РИ)
4. Графы Васильевы-Шиловские (РИ)
5. Графы Васильчиковы (РИ)
6. Графы фон Вейсбах (СРИ) (+?)
7. Графы Велепольские, маркизы Гонзага-Мышковские (КГЛ) (СРИ)
8. Графы Вельгорские (Виельгорские) (КГЛ) (СРИ) (+)
9. Графы Витгенштейн
10. Графы Владиславичи (2 ветви) (Венеция)
11. Графы Витте (РИ)
12. Графы Водзицкие (2 ветви) (КГЛ) (ЦП)
13. Графы Волловичи (Прус.)
14. Графы (фон) Волькенштейн (СРИ) (+?)
15. Графы Воронцовы (2 ветви) (СРИ)
16. Графы Воронцовы (РИ)
17. Графы Воронцовы-Дашковы (РИ)
18. Графы Вронченко (РИ)
19. Графы Вязмитиновы (РИ)
20. Графы Вишневские (ЦП)

### Г
1. Графы Галиани-Свечины (Неаполь) (+)
2. Графы Гауке (2 ветви) (ЦП)
3. Графы де Геер (ВКФ)
4. Графы Гейден (СРИ)
5. Графы Гендриковы (РИ)
6. Графы Гижицкие (ЦП)
7. Графы Гогенфельзены (Бавария) (+)
8. Графы Голенищевы-Кутузовы (2 ветви) (РИ)
9. Графы Головины (СРИ)
10. Графы Головкины (СРИ)
11. Графы Головкины (РИ)
12. Графы Головкины-Хвощинские (РИ)
13. Графиня Голубцова (РИ)
14. Графы Горн (Швеция)
15. Графы Граббе (РИ)
16. Графы Граббе-Никитины (РИ)
17. Графы Грабовские (Прус.) (ЦП)
18. Граф Гродзицкий (ЦП)
19. Графы Грохольские (Венгрия)
20. Графы Гудовичи (2 ветви) (РИ)
21. Графы Гуровские (Прус.) (ЦП)
22. Графы Гурьевы (РИ)
23. Граф Гуссаржевский (ЦП)
24. Графы Гутаковские (ЦП)
25. Графы Гуттен-Чапские (Прус.)

### Д
1. Графы Девиер (РИ)
2. Графы Деляновы (РИ)
3. Графы Демблинские (Франция)
4. Графы Денисовы (РИ)
5. Графы Дзедушицкие (КГЛ) (ЦП)
6. Граф Дзержбицкий (ЦП)
7. Графиня Дзялынская (ЦП)
8. Графы Дибич (затем Дибич-Забалканские) (РИ)
9. Графы Дмитриевы-Мамоновы (СРИ) (+)
10. Графы Дмитриевы-Мамоновы (РИ)
11. Графы Доливо-Добровольские-Евдокимовы (РИ)
12. Графы Домбские (ЦП)
13. Графы Дорреры (Святой Престол)[10]
14. Графы Дунтен (СРИ) (+)
15. Графы Дунтен, бароны Дальвигк-Шауенбург-Лихтенфельс (СРИ/РИ)

### Е
1. Графы Евдокимовы (РИ)
2. Графы Езерские (КГЛ) (ЦП)
3. Графы Ефимовские (РИ)

### З
1. Графы Забелло (ЦП)
2. Графы Заводовские (Завадовские) (СРИ) (+)
3. Графы Заводовские (Завадовские) (РИ)
4. Графы Закревские (ВКФ)
5. Графы Залуские (ЦП)
6. Графы Замойские (СРИ) (ЦП)
7. Графы Збоинские (Прус.) (ЦП)
8. Графы Зотовы (2 ветви) (РИ)
9. Графы Зубовы (СРИ)

### И
1. Графы Ивеличи (Венеция)
2. Графы Игельштромы (Игельстромы)] (СРИ)
3. Графы Игнатьевы (РИ)
4. Графы Илинские (КГЛ) (+)
5. Графы Илинские-Кашовские (КГЛ/РИ)
6. Графы Искандер (РИ)[11]

### К
1. Графы Каменские (РИ)
2. Графы Канкрины (РИ)
3. Графы Капнисты (Венеция), (Италия)
4. Графы Карловы (Мекленбург-Стрелиц) — затем герцоги Мекленбургские графы Карловы
5. Графы Карновичи (Шлезвиг-Гольштейн)[12]
6. Графы Кассини (Италия)
7. Графы Каховские (РИ)
8. Графы Квилецкие (Прус.) (ЦП)
9. Графы Кейзерлинги (Прус.) (СРИ) (+)
10. Графы фон Келлер (Прус.)
11. Графы Кенигсфельс (Франция)
12. Графы Киселёвы (3 ветви) (РИ)
13. Графы Кицинские (КГЛ) (ЦП) (+)
14. Графы Клейнмихели (РИ)
15. Графы Коковцовы (РИ)
16. Графы Комаровские (СРИ)
17. Графы Коморовские (Венгрия) (КГЛ) (ЦП)
18. Графы Коновницыны (РИ)
19. Графы фон Корф (РИ)
20. Графы (фон) Коскуль (СРИ)
21. Графы Коссаковские (Корвин-Коссаковские; РИ)
22. Графы Коховские (РИ)
23. Графы (фон) Коцебу (РИ)
24. Графы Коцебу-Пиллар-фон-Пильхау (РИ)
25. Графы Кочубей (РИ)
26. Графы Красинские (Франция (Первая империя)) (ЦП)
27. Графы Красицкие (СРИ) (КГЛ)
28. Графы Крейц (СРИ)
29. Графы Крейц (ВКФ)
30. Графы Кречетниковы (РИ)
31. Графы Кронгельм (ав Хакунге) (ВКФ)
32. Графы Кросновские (ЦП)
33. Графы Круковецкие (КГЛ) (ЦП)
34. Графы Курута (РИ)
35. Графы Кутайсовы (РИ)
36. Графы Кушелевы (РИ)
37. Графы Кушелевы-Безбородко (РИ) (ВКФ)

### Л
1. Графы Лаваль (Франция)
2. Графы де-Лагарди (Швеция)
3. Графы (де) Ламберт (РИ)
4. Графы Ламсдорф (РИ)
5. Графы Ламсдорф-Галаган (РИ)
6. Графы (де) Ланжерон (РИ)
7. Графы Ланские (РИ)
8. Графы Ласси (СРИ)
9. Графы Левашовы (РИ)
10. Графы Лёвенвольде (РИ)
11. Графы Ледоховские (Ледуховские) (КГЛ) (ЦП)
12. Графы Лесток (СРИ) (+)
13. Графы (фон) Ливен (РИ)
14. Графы (фон) Лидерс (РИ)
15. Графы Лидерс-Веймарн (РИ)
16. Графы (фон) Литке (РИ)
17. Графы Литта (РИ)
18. Графы Лорис-Меликовы (РИ)
19. Графы Лось (КГЛ)
20. Графы Лубенские (Прус.) (ЦП)
21. Графы Любенецкие (КГЛ) (ЦП)
22. Графы Лянцкоронские (ЦП)
23. Графы Лятальский (ЦП)
24. Графы Леварт (Верхния Силезия)

### М
1. Графы Маврос (Австр.) (+?)
2. Графы Малаховские (КГЛ) (ЦП) (+)
3. Графы Маннергейм (ВКФ)
4. Графы Мануцци (Пфальц)
5. Графы Матвеевы (СРИ)
6. Графы Матюшкины (СРИ) (+)
7. Графы Матюшкины-Виельгорские (СРИ/РИ)
8. Графы фон-Медемы (СРИ)
9. Графы Мельжинские (ЦП)
10. Графы фон Менгдены (СРИ)
11. Графы Менцинские (ЦП)
12. Графы Меншиковы (СРИ) (+)
13. Граф Мерошевский (ЦП)
14. Графы Микорские (Прус.) (ЦП)
15. Графы Милорадовичи (2 ветви) (РИ)
16. Графы Милютины (РИ)
17. Графы фон Миних (СРИ) (РИ) (+)
18. Графы Миончинские (СРИ) (+)
19. Графы Мишо-де-Боретур (Сардиния)
20. Графы Мнишехи (КГЛ) (+)
21. Графы Мордвиновы (РИ)
22. Графы Морковы (СРИ) (+?)
23. Графы Морские (ЦП)
24. Графы Мостовские (СРИ) (ЦП) (+)
25. Графы Мощенские (Прус.) (ЦП)
26. Графы Муравьёвы (РИ)
27. Графы Муравьёвы-Амурские (2 ветви) (РИ)
28. Графы Мусины-Пушкины (СРИ) (+)
29. Графы Мусины-Пушкины (2 ветви) (РИ)
30. Графы Мусины-Пушкины-Брюсы (РИ)

### Н
1. Графы Нессельроде (СРИ) (+)
2. Графы Никитины (РИ)
3. Графы Нирод (Нирот; Швеция)
4. Графы Новосильцевы (РИ)
5. Графы Ностицы (Саксония)

### О
1. Граф Онигский (ЦП)
2. Графы Ожаровские (ЦП)
3. Графы Олсуфьевы (РИ)
4. Графы Опперманы (РИ)
5. Графы Орловские (Италия)
6. Графы Орловы I (5 ветвей) (РИ)
7. Графы Орловы II — затем князья Орловы (РИ)
8. Графы Орловы-Давыдовы (РИ)
9. Графы Орловы-Денисовы (РИ)
10. Графы Орловы-Денисовы-Никитины (РИ)
11. Графы Орловы-Чесменские (РИ)
12. Графы О'Рурк (Ирландия)
13. Графы Оссолинские (Прус.)
14. Графы фон-дер-Остен-Сакены (4 ветви) (РИ)
15. Графы Остерманы (РИ)
16. Графы Остерман-Толстые (РИ)
17. Графы Остророг (КГЛ) (ЦП)
18. Графы Остророг-Вольские (КГЛ)

### П
1. Графы (фон дер) Пален (РИ)
2. Графы Панины (РИ)
3. Графы Паскевичи-Эриванские (РИ)
4. Графы Пацы (ЦП)
5. Графы Пащенко-Розвадовские (КГЛ)
6. Графы Перовские (3 ветви) (РИ)
7. Графы Перовские-Петрово-Соловово (РИ)
8. Графы Платер и Платер-Зиберг (СРИ)
9. Графы Платовы (РИ)
10. Графы Подгоричани (Венеция)
11. Графы Подгоричани-Петровичи (Венеция)
12. Графы Полетыло (КГЛ) (ЦП)
13. Графы Потёмкины (2 ветви) (РИ)
14. Графы Потоцкие (КГЛ) (+)
15. Графы Потоцкие (5 ветвей) (ЦП)
16. Графы Потулицкие (Польша)
17. Графы Поццо ди Борго (РИ)
18. Графы Пржездзецкие (2 ветви) (РИ)
19. Графиня Пржерембская (ЦП)
20. Графы Протасовы (2 ветви) (РИ)
21. Графы Протасовы-Бахметьевы (РИ)
22. Графы Путятины (РИ)

### Р
1. Графы Равита-Островские (Прус.)
2. Графы Разумовские (СРИ) (+)
3. Графы Разумовские (2 ветви) (РИ)
4. Графы Раймонд-Моден (Франция)
5. Графы Ребиндеры (ВКФ) и (СРИ)
6. Графы Рейтерны (РИ)
7. Графы Рейтерны, бароны Нолькен (РИ)
8. Графы де Рец-Шанкло (Франция)
9. Графы Ржевусские (Польша)
10. Графы Рибопьер (РИ)
11. Графы Ридигер (2 ветви) (РИ)
12. Графы Ридигер-Беляевы (РИ)
13. Графы де Ридуэт-де-Сансе (Франция)
14. Графы Розвадовские (КГЛ)
15. Графы Роникер (2 ветви) (СРИ)
16. Графы Ростовцевы (РИ)
17. Графы Ростопчины (РИ)
18. Графы Румянцовы (РИ)
19. Графы Румянцовы-Задунайские (РИ)

### С
1. Графы Салтыковы (3 ветви) (РИ)
2. Графы Самойловы (СРИ) (+)
3. Графы Санти (Сардиния) (+)
4. Графы Сераковские (КГЛ) (ЦП)
5. Графы Сиверсы (СРИ)
6. Графы Сиверсы (РИ)
7. Графы Симоничи (Венеция)
8. Графы Скавронские (РИ)
9. Графы Скарбек (ЦП)
10. Графы Соллогубы (Польша)
11. Графы Сольские (РИ)
12. Графы Сперанские (РИ)
13. Графы Спренгтпортен (ВКФ)
14. Графы Стадницкие (КГЛ) (+)
15. Графы Стадницкие (РИ)
16. Графы Стадницкие (ЦП)
17. Графы Старженские (КГЛ) (ЦП)
18. Графы Стевен-Штейнгель (ВКФ)
19. Графы Стенбок (Швеция)
20. Графы Стенбок-Фермор (СРИ)
21. Графы Строгоновы (СРИ) (+)
22. Графы Строгоновы (2 ветви) (РИ)
23. Графы Суворовы (СРИ)
24. Графы Суворовы-Рымникские (РИ)
25. Графы Сумароковы (РИ) (+)
26. Графы Сумароковы-Эльстон (РИ)
27. Графы Суходольские (КГЛ) (ЦП) (+)
28. Графы Сухтелен (ВКФ)

### Т
1. Графы Талевичи (Италия)
2. Графы Тарло (ЦП)
3. Графы Тарновские
4. Графы Татищевы (2 ветви) (РИ)
5. Графы Тизенгаузены (СРИ)
6. Графы Толстые (3 ветви) (РИ)
7. Графы Толстые-Знаменские(РИ)
8. Графы (фон) Толь (РИ)
9. Графы Тормасовы (РИ)
10. Графы Тотлебены (РИ)
11. Графы де Тулуз-Лотрек (Франция)
12. Графы Тышкевичи (Польша)

### У
1. Графы Уваровы (РИ)
2. Графы Улановичи (ЦП)
3. Графы Унгерн-Штернберг (СРИ)
4. Графы Уруские (Австрия) (+)
5. Графы Ушаковы (РИ)

### Ф
1. Графы Ферзен (РИ)
2. Графы Фермор (СРИ)
3. Графы Фредериксы (РИ)

### Х
1. Графы Хвостовы (Сардиния)
2. Графы Ходкевичи (ЦП)
3. Графы Холоневские (КГЛ)
4. Графы Хрептовичи-Бутенёвы (Польша)

### Ц
1. Графы фон дер Цёге-фон-Мантейфель (СРИ) (+)
2. Графы Цукато (Венеция)

### Ч
1. Графы Чапские (ЦП)
2. Графы Чацкие (СРИ)
3. Графы Чернышёвы (2 ветви) (РИ)
4. Графы Чернышёвы-Безобразовы(РИ)
5. Графы Чернышёвы-Кругликовы (РИ)

### Ш
1. Графы де Шамборант (Франция)
2. Граф Шембек (ЦП)
3. Графы Шереметевы (РИ)
4. Графы Штакельберги (Стакельберг) (СРИ) (+)
5. Графы Штейнгель (ВКФ)
6. Графы де Шуазель-Гуфье (Франция)
7. Графы Шуваловы (РИ)
8. Граф Шулдарский (ЦП)
9. Графы фон дер Шуленбург (СРИ)

### Э
1. Графы Эльмпт (СРИ) (+)
2. Графы (фон) Эссен (РИ)
3. Графы Эссен-Стенбок-Фермор (РИ)

### Я
1. Графы Ягужинские (РИ)

## Роды, возведённые в графское Российской империи достоинство (в порядке пожалования на 1917 г.)

### В царствованиеПетра I
| Дата            | Фамилия                | Кто жалован                                                                                   | Примечания |
| --------------- | ---------------------- | --------------------------------------------------------------------------------------------- | --- |
| март — май 1706 | Шереметев              | Борис Петрович Шереметев (1652—1719), генерал-фельдмаршал                                     | Первый род, возведённый в графское достоинство российскими монархами. Род существующий |
| 15 июля 1709    | Головкин               | Гавриил Иванович Головкин (1660—1734), государственный канцлер, граф Римской империи          | Угас 21 января 1846. Фамилия (без титула) была передана 06 апреля 1846 (по другим данным 20 июля 1845) роду князей Салтыковых (светлейшей княгине Наталье Юрьевне Салтыковой (1781(1782, 1787)–1860), как единственной дочери, разрешено присоединить к своей фамилии фамилию её отца графа Ю.А. Головкина и именоваться светлейшей княгиней Салтыковой-Головкиной. 17 (или 10) декабря 1862 её сыну светлейшему князю Алексею Александровичу Салтыкову (1826–1874) разрешено именоваться светлейшим князем Салтыковым-Головкиным. Род угас с его смертью), а 26 сентября 1875 – роду князей Голицыных (внучатому племяннику предыдущего и праправнуку графа Ю.А. Головкина князю Евгению Юрьевичу Голицыну (1845-1887) разрешено, как наследнику майората графов Головкиных, присоединить фамилию графа Ю.А. Головкина и именоваться впредь князем Голицыным-Головкиным. Угас с его смертью в 1887 г.). В 1895 г. фамилия и титул были переданы в род Хвощинских |
| 16 февраля 1710 | Мусин-Пушкин I         | Иван Алексеевич Мусин-Пушкин (1661—1729), боярин                                              | Угас 05 апреля 1836 |
| 23 февраля 1710 | Апраксин I (1-я ветвь) | Пётр Матвеевич Апраксин (1659—1728), боярин                                                   | Угас 29 сентября 1789 |
| 23 февраля 1710 | Апраксин I (2-я ветвь) | Фёдор Матвеевич Апраксин (1661—1728), генерал-адмирал, тайный советник                        | Брат предыдущего (одновременно с ним). Угас с его смертью 10 ноября 1728 |
| 08 июля 1710    | Зотов I                | Никита Моисеевич Зотов (ок. 1644—1718), Ближней канцелярии генерал-президент, тайный советник | Сыновьям и внукам Н.М. Зотова было воспрещено именоваться графами, и лишь правнуки его снова получили право на этот титул |
| 18 февраля 1721 | Брюс (Bruce) I         | Яков Вилимович Брюс (1670—1735), генерал-фельдмаршал                                          | Угас с его смертью 19 апреля 1735. Титул передан его племяннику того же рода 29 марта 1740 |
| 07 февраля 1722 | Апраксин II            | Андрей Матвеевич Апраксин (1663—1731), действительный статский советник                       | Брат Ф.М. Апраксина |
| 07 мая 1724     | Толстой I              | Пётр Андреевич Толстой (1645—1729), действительный тайный советник                            | П. А. Толстой и сыновья его 22 мая 1727 лишёны титула, который возвращён внукам П. А. Толстого 30 мая 1760 |

### В царствованиеЕкатерины I
| Дата            | Фамилия                                  | Кто жалован | Примечания |
| --------------- | ---------------------------------------- | --- | --- |
| 24 октября 1726 | Девиер (De Vieira)                       | Антон Мануилович (Антонио-Эммануэль) Девиер (1673—1745), генерал-майор, санкт-петербургский генерал-полицмейстер | Лишён титула 22 мая 1727, титул вновь возвращён 14 февраля 1743                                                   |
| 24 октября 1726 | Лёвенвольде (von Löwenwolde) (1-я ветвь) | Барон Карл-Густав фон Лёвенвольде (до 1688—1735), бригадир                                                       | Угас с его смертью 30 апреля 1735                                                                                 |
| 24 октября 1726 | Лёвенвольде (von Löwenwolde) (2-я ветвь) | Барон Фридрих-Казимир фон Левенвольде (1692—1769)                                                                | Брат предыдущего (одновременно с ним). В 1735 г. перешёл на австрийскую службу. Угас с его смертью 8 апреля 1769. |
| 24 октября 1726 | Лёвенвольде (von Löwenwolde) (3-я ветвь) | Барон Рейнгольд-Густав фон Левенвольде (1693—1758), действительный камергер                                      | Брат предыдущего (одновременно с ним). Лишён титула 17 января 1742. Умер без потомства 22 июля 1758               |
| 05 января 1727  | Скавронский (1-я ветвь)                  | Карл Самуилович Скавронский (ум. ок.1728)                                                                        | Угас 23 ноября 1793 (в женском поколении 14 марта 1875)                                                           |
| 05 января 1727  | Скавронский (2-я ветвь)                  | Фёдор (Фридрих) Самуилович Скавронский (ум. ок.1729)                                                             | Брат предыдущего (одновременно с ним). Угас с его смертью ок. 1729 года                                           |

### В царствованиеПетра II
| Дата            | Фамилия             | Кто жалован                                                                  | Примечания |
| --------------- | ------------------- | ---------------------------------------------------------------------------- | --- |
| 24 февраля 1728 | Миних (von Münnich) | Христофор Антонович (Бурхард-Христофор) фон Миних (1683—1767), генерал-аншеф | 24 января (4 февраля) 1741 получил титул графа Римской империи. 14 января 1742 лишён российского титула, вновь получил его в 1761 г. от Петра III. Угас 29 сентября 1870 (или в 1902) |

### В царствованиеАнны Иоанновны
| Дата           | Фамилия                  | Кто жалован                                                                                                   | Примечания |
| -------------- | ------------------------ | --- | --- |
| март 1730      | Салтыков I               | Василий Фёдорович Салтыков (1672—1730), смоленский генерал-губернатор, действительный тайный советник         | Угас с его смертью 05 октября 1730 |
| 28 апреля 1730 | Остерман (Ostermann)     | Барон Андрей Иванович (Генрих-Иоганн-Фридрих) Остерман (1686—1747), вице-канцлер                              | 14 января 1742 лишён титула, который был возвращён его сыновьям в 1762 г. Угас 18 апреля 1811. Титул передан 27 октября 1796 роду Толстых, а затем 21 мая 1863 роду князей Голицыных |
| 19 января 1731 | Ягужинский (Jaguszinski) | Павел Иванович Ягужинский (1683—1736), обер-шталмейстер                                                       | Угас 10 февраля 1806 |
| 28 января 1733 | Салтыков II              | Семён Андреевич Салтыков (1672—1742), обер-гофмейстер, генерал-адъютант, генерал-аншеф                        | Угас 24 октября 1942 |
| 14 ноября 1739 | Ласси (Лесси) (de Lacy)  | Пётр Петрович (Пирс (Питер) Эдмонд) де Ласси (1678–1751), генерал-фельдмаршал, лифляндский генерал-губернатор | С 13 (24) августа 1740 граф Римской империи. Угас 18 января 1820 |
| 29 марта 1740  | Брюс (Bruce) II          | Александр Романович Брюс (1704—1760), генерал-майор                                                           | А.Р. Брюсу передано пожалованное его дяде графу Я.В. Брюсу графское достоинство. Угас 30 ноября 1791 (в женском поколении в 1821 г.). Титул передан в 1796 г. графу Мусину-Пушкину   |

### В царствованиеИоанна VI
Возведение в графское достоинство не осуществлялось.

### В царствованиеЕлизаветы Петровны
| Дата             | Фамилия                 | Кто жалован | Примечания |
| ---------------- | ----------------------- | --- | --- |
| 25 апреля 1742   | Ефимовский (1-я ветвь)  | Андрей Михайлович Ефимовский (1717—1767) | Возможно, род существует |
| 25 апреля 1742   | Ефимовский (2-я ветвь)  | Иван Михайлович Ефимовский (?—1748) | Брат предыдущего (одновременно с ним). Возможно, род существует |
| 25 апреля 1742   | Гендриков (1-я ветвь)   | Андрей Симонович Гендриков (1715—1748) | Угас с его смертью в 1748 г. |
| 25 апреля 1742   | Гендриков (2-я ветвь)   | Иван Симонович Гендриков (1719—1778), камергер, лейб-гвардии поручик                                                                                      | Брат предыдущего (одновременно с ним). Угас 02 февраля 1936 г. |
| 25 апреля 1742   | Чернышёв I              | Григорий Петрович Чернышёв (1672—1745), генерал-аншеф | Единственный сын графа Григория Ивановича Чернышёва (30 января 1762 - 02 января 1831) декабрист граф Захар (14 декабря 1796 - май 1862) был лишён графского титула в 1826 г.; титул был возвращён ему 26 августа 1856 и угас с его беспотомственной смертью (в женском колене 25 февраля 1888). Титул ещё до этого (14 января 1832) был передан роду Кругликовых, а затем в 1908 г. — роду Безобразовых. |
| 25 апреля 1742   | Бестужев-Рюмин          | Пётр Михайлович Бестужев-Рюмин (1664—1743), тайный советник                                                                                               | Его сын Алексей Петрович (1693—1766) был лишён титула 27 февраля 1758; титул возвращён в 1762 г. Род угас в 1768 г. со смертью внука родоначальника. |
| 16 апреля 1744   | Разумовский (1-я ветвь) | Алексей Григорьевич Разумовский (1709—1771), обер-егермейстер, действительный камергер, лейб-компании поручик, граф Римской империи                       | Титул угас с его беспотомственной смертью 06 июня 1771 г. |
| 16 апреля 1744   | Разумовский (2-я ветвь) | Кирилл Григорьевич Разумовский (1728—1803), камер-юнкер                                                                                                   | Брат предыдущего (одновременно с ним). Род угас в России 18 июля 1835, однако всё ещё существует австрийская его ветвь (непризнанная в Российской империи), носящая титул графов Razumovsky von Wigstein. См. также кн. Разумовский |
| 15 июля 1744     | Ушаков                  | Андрей Иванович Ушаков (1672—1747), генерал-аншеф, сенатор                                                                                                | Род угас с его смертью без мужского потомства 10 марта 1747 г. (в женском поколении 25 сентября 1779 г. со смертью его единственной дочери). |
| 15 июля 1744     | Румянцев                | Александр Иванович Румянцев (1680—1749), генерал-аншеф | Его сыну 10 июля 1775 повелено именоваться графом Румянцевым-Задунайским. Род угас 24 января 1838 г. со смертью внука родоначальника. |
| 05 сентября 1746 | Шувалов (1-я ветвь)     | Александр Иванович Шувалов (1710—1771), действительный камергер, лейб-компании поручик                                                                    | Род угас с его смертью без мужского потомства в 1771 г. (в женском колене в 1821 г. со смертью его единственной дочери). |
| 05 сентября 1746 | Шувалов (2-я ветвь)     | Пётр Иванович Шувалов (1711—1762), действительный камергер, лейб-компании поручик, сенатор                                                                | Брат предыдущего (одновременно с ним). Род существующий. В 1888 г. одному из представителей рода графу Михаилу Андреевичу Шувалову как наследнику майоратного имения в роде князей Воронцовых разрешено присоединить к своей фамилии титул, герб и фамилию учредителя сего имения, с наименованием Светлейший князь Воронцов граф Шувалов (род его угас с его смертью 23 декабря 1903).                  |
| 17 февраля 1760  | Бутурлин                | Александр Борисович Бутурлин (1694—1767), генерал-фельдмаршал, лейб-гвардии Преображенского полка подполковник, генерал-адъютант, действительный камергер | Род угас |

### В ЦарствованиеПетра III
Возведение в графское достоинство не осуществлялось.

### В царствованиеЕкатерины II
| Дата             | Фамилия              | Кто жалован | Примечания |
| ---------------- | -------------------- | --- | --- |
| 22 сентября 1762 | Орлов I (1-я ветвь)  | Иван Григорьевич Орлов (1733—1791), камергер | Угас с его смертью 14 ноября 1791 |
| 22 сентября 1762 | Орлов I (2-я ветвь)  | Григорий Григорьевич Орлов (1734—1783), генерал-поручик | Брат предыдущего (одновременно с ним). Позже, 10 (21) июля 1763, возведён в княжеское Римской империи достоинство с титулом светлости (разрешение на принятие означенного титула и пользование им в России последовало только 4 октября 1772). Угас с его смертью 13 апреля 1783 |
| 22 сентября 1762 | Орлов I (3-я ветвь)  | Алексей Григорьевич Орлов (1737—1807), генерал-майор, гвардии майор | Брат предыдущего (одновременно с ним). С 1770 г. именовался графом Орловым-Чесменским. Угас с его смертью 24 декабря 1807 (в женском поколении 05 октября 1848) |
| 22 сентября 1762 | Орлов I (4-я ветвь)  | Фёдор Григорьевич Орлов (1741—1796), камер-юнкер | Брат предыдущего (одновременно с ним). Угас с его смертью 17 мая 1796 |
| 22 сентября 1762 | Орлов I (5-я ветвь)  | Владимир Григорьевич Орлов (1743—1831), камер-юнкер | Брат предыдущего (одновременно с ним). Угас с его смертью 28 февраля 1831 (в женском поколении в 1849 году). Титул передан в 1856 г. роду Давыдовых |
| 22 сентября 1767 | Панин (1-я ветвь)    | Никита Иванович Панин (1718—1783), действительный тайный советник | Угас с его смертью 31 марта 1783 |
| 22 сентября 1767 | Панин (2-я ветвь)    | Пётр Иванович Панин (1721—1789), генерал-аншеф | Брат предыдущего (одновременно с ним). Угас 12 апреля 1874 (в женском поколении 13 июня 1956) |
| 10 июля 1775     | Потёмкин I           | Григорий Александрович Потёмкин (1739—1791), генерал-аншеф, новороссийской губернии генерал-губернатор, генерал-адъютант, действительный камергер, лейб-гвардии Преображенского полка подполковник | Позже, 16 (27) февраля 1776, возведён в княжеское Римской империи достоинство с титулом светлости (разрешение на принятие означенного титула и пользование им в России последовало 20 марта 1776). Угас с его смертью 05 октября 1791 |
| 10 июля 1775     | Румянцев-Задунайский | Граф Пётр Александрович Румянцев (1725—1796), генерал-фельдмаршал | Графу П.А. Румянцеву повелено присоединить к фамилии его проименование Задунайский и именоваться графом Румянцевым-Задунайским. Дети его носили только родовой титул граф Румянцевых, и т.о. титул угас с его смертью 08 декабря 1796 |
| 06 октября 1789  | Суворов-Рымникский   | Александр Васильевич Суворов (1730—1800), генерал-аншеф, граф Римской империи | Возведён в графское Российской империи достоинство с наименованием граф Суворов-Рымникский. 23 июня 1799, возведён в достоинство князя, королевского родственника и гранда королевства Сардинского. Позже, 8 августа 1799 года возведён в княжеское Российской империи достоинство с титулом князя Италийского и повелением именоваться впредь князем Италийским графом Суворовым-Рымникским. Род угас в 1893 (в женском поколении в 1927 г.) |
| 30 октября 1790  | Салтыков III         | Николай Иванович Салтыков (1736—1816), генерал-аншеф | Позже, 30 августа 1814 возведён в княжеское Российской империи достоинство. Род существующий |
| 06 мая 1793      | Кречетников          | Михаил Никитич Кречетников (1729—1793), главнокомандующий в новоприсоединённых от Польши областях, генерал-аншеф                                                                                   | Угас с его смертью 09 мая 1793 (скончался, не узнав о пожалованном ему титуле) |
| 01 января 1795   | Потёмкин II          | Павел Сергеевич Потёмкин (1743—1796), кавказский генерал-губернатор, генерал-аншеф | Род угас 25 февраля 1858 г. с беспотомственной смертью внука родоначальника. Вдова графа С.П. Потёмкина, Елизавета Петровна, урожд. княжна Трубецкая (1796—после 1870), вступила во второй брак в 1859 г. |
| 01 января 1795   | Ферзен (Fersen)      | Барон Иван Евстафьевич (Ганс-Генрих) Ферзен (1743—1800), генерал-поручик | Предположительно, угас в 1921 г. |
| 27 октября 1796  | Остерман-Толстой     | Александр Иванович Толстой (1770/72–1857), подполковник | А.И. Толстому разрешено принять титул и фамилию его двоюродных дедов, графов Фёдора и Ивана Андреевичей Остерманов, и именоваться впредь графом Остерманом-Толстым с тем, чтобы этот титул переходил только к старшему в его роде. Угас с его смертью 11 февраля 1857. Фамилия, титул и герб графов Остерман переданы 21 мая 1863 в род его внучатого племянника и прапраправнука графа А.И. Остермана князя Мстислава Валериановича Голицына(1847–1902), наследовавшего заповедное имение Остерман, с дозволением именоваться князем Голицыным графом Остерман (этот род угас в 1969 г. (в женском колене в 1998 г.)) |

### В царствованиеПавла I
| Дата            | Фамилия                                      | Кто жалован | Примечания |
| --------------- | -------------------------------------------- | --- | --- |
| 12 ноября 1796  | Бобринский                                   | Алексей Григорьевич Бобринский (1752—1813), бригадир                                                                          | Род существующий |
| 18 ноября 1796  | Мусин-Пушкин-Брюс                            | Граф Василий Валентинович Мусин-Пушкин (1775—1836), тайный советник                                                           | Графу В. В. Мусину-Пушкину разрешено присоединить к своей фамилии фамилию его тестя графа Я. А. Брюса и именоваться потомственно графом Мусиным-Пушкиным-Брюсом. Род угас с его смертью 05 апреля 1836 г.                                                                                        |
| 05 апреля 1797  | Воронцов (1-я ветвь)                         | Александр Романович Воронцов (1741—1805), граф Римской империи                                                                | Угас с его смертью 02 декабря 1805 г. |
| 05 апреля 1797  | Воронцов (2-я ветвь)                         | Семён Романович Воронцов (1744—1832), граф Римской империи                                                                    | Брат предыдущего (одновременно с ним). Позже род возведён в княжеское достоинство. Угас 06 мая 1882. В 1888 г. титул и фамилия князей Воронцовых передан роду графов Шуваловых |
| 05 апреля 1797  | Воронцов (3-я ветвь)                         | Артемий Иванович Воронцов (1748—1813), граф Римской империи                                                                   | Двоюродный брат предыдущего (одновременно с ним). Угас с его смертью в 1813 г. (в женском поколении в 1866 г.) |
| 05 апреля 1797  | Воронцов (4-я ветвь)                         | Иван Илларионович Воронцов (1790—1854), граф Римской империи                                                                  | Племянник предыдущего (одновременно с ним). 04 августа 1807 ему разрешено именоваться графом Воронцовым-Дашковым. Род существующий |
| 05 апреля 1797  | Безбородко (1-я ветвь)                       | Александр Андреевич Безбородко (1746 или 1747—1799), действительный тайный советник 1-го касса, граф Римской империи          | В тот же день он был возведён в княжеское Российской империи достоинство. Угас с его смертью 06 апреля 1799 |
| 05 апреля 1797  | Безбородко (2-я ветвь)                       | Илья Андреевич Безбородко (1756—1815), граф Римской империи                                                                   | Брат предыдущего (одновременно с ним). Угас с его смертью 03 июня 1815. Титул передан 06 апреля 1816 графам Кушелевым |
| 05 апреля 1797  | Дмитриев-Мамонов I                           | Александр Матвеевич Дмитриев-Мамонов (1758—1803), граф Римской империи                                                        | Угас 11 июня 1863 |
| 05 апреля 1797  | Завадовский (1-я ветвь)                      | Пётр Васильевич Завадовский (1739—1812), граф Римской империи                                                                 | Угас 27 октября 1856 (в женском поколении 05 января 1884) |
| 05 апреля 1797  | Завадовский (2-я ветвь)                      | Иван Яковлевич Завадовский (1785—1804), граф Римской империи                                                                  | Племянник предыдущего (одновременно с ним). Угас с его смертью 04 октября 1804 |
| 05 апреля 1797  | Завадовский (3-я ветвь)                      | Илья Васильевич Завадовский (до 1787—пс 1819), граф Римской империи                                                           | Дядя предыдущего (одновременно с ним). Угас с его смертью после 1819 г. Его титул наследовала его единственная дочь, узаконенная в 1824 г. |
| 05 апреля 1797  | Буксгевден (von Buxhoeveden)                 | Фёдор Фёдорович (Фридрих-Вильгельм) фон Буксгевден (1750—1811), генерал-лейтенант, граф Прусского королевства                 | |
| 05 апреля 1797  | Каменский                                    | Михаил Федотович Каменский (1738—1809), генерал от инфантерии                                                                 | Род существующий |
| 05 апреля 1797  | Каховский                                    | Михаил Васильевич Каховский (1734—1800)                                                                                       | Угас 26 января 1844 |
| 05 апреля 1797  | Гудович I                                    | Иван Васильевич Гудович (1741—1820), генерал от инфантерии                                                                    | Угас в 1869 г. |
| 05 апреля 1797  | Мусин-Пушкин II                              | Алексей Иванович Мусин-Пушкин (1744—1817), тайный советник                                                                    | |
| 09 июня 1797    | Остен-Сакен (von der Osten gennant Sacken) I | Барон Карл Иванович (Карл-Магнус) фон дер Остен-Сакен (1733—1808), действительный тайный советник                             | Угас с его смертью 24 января 1808. Ещё до этого (12 июня 1801) титул передан его племянникам того же рода |
| 08 апреля 1798  | Сиверс (von Sievers) (1-я ветвь)             | Яков Ефимович (Якоб-Иоганн) фон Сиверс (1731—1808), действительный тайный советник                                            | Угас с его смертью 23 июля 1808 (в женском поколении 24 апреля 1865 со смертью его младшей дочери Елизаветы). |
| 08 апреля 1798  | Сиверс (von Sievers) (2-я ветвь)             | Карл Ефимович (Карл-Эбергард) фон Сиверс (1745—1821), надворный советник                                                      | Брат предыдущего (одновременно с ним). Предположительно, угасший род (последний известный представитель умер 27 ноября 1935, а представительница в 1988). |
| 08 апреля 1798  | Сиверс (von Sievers) (3-я ветвь)             | Пётр Ефимович (Петер-Христиан) фон Сиверс (1754–1827) , надворный советник                                                    | Брат предыдущего (одновременно с ним). Род угас в мужском поколении 13 мая 1893, в женском поколении в 1913 и окончательно 13 ноября 1944. |
| 21 апреля 1798  | Строганов I                                  | Барон Александр Сергеевич Строганов (1733—1811), обер-камергер, сенатор, действительный тайный советник, граф Римской империи | Угас 10 июня (10 августа?) 1817 (в женском поколении 12 февраля 1882). Титул и майорат передан в другую ветвь рода Строгановых |
| 17 октября 1798 | Литта (de Litta Visconti Arese)              | Юлий Помпеевич (Джулио-Ренато) Литта (1763—1839), вице-адмирал галерного флота, бальи                                         | Угас с его смертью 26 января (05 февраля?) 1839 |
| 22 февраля 1799 | Ливен (von Lieven)                           | Баронесса Шарлотта Карловна (Шарлотта-Маргарита) фон Ливен (1743—1828), статс-дама                                            | С нисходящим потомством. Позже, 22 августа 1826, она была пожалована княжеским титулом. Род существующий |
| 22 февраля 1799 | Пален (von der Pahlen)                       | Барон Пётр Алексеевич (Петер-Людвиг) фон дер Пален (1745—1826), генерал от кавалерии                                          | Род существующий |
| 22 февраля 1799 | Кушелев                                      | Григорий Григорьевич Кушелев (1754—1833), адмирал                                                                             | Позже, 06 апреля 1816, одному из его сыновей было разрешено принять титул графа Безбородко. Старшая ветвь рода (графы Кушелевы-Безбородко) Угасла 13 мая 1870, а младшая (графы Кушелевы) угасла 03 февраля 1855                                                                                 |
| 22 февраля 1799 | Ростопчин                                    | Фёдор Васильевич Ростопчин (1763—1826), действительный тайный советник                                                        | Возможно, род угас в 1974 г. |
| 04 апреля 1799  | Денисов                                      | Фёдор Петрович Денисов (1729 или 1738—1803 или 1811), генерал от кавалерии                                                    | Угас с его смертью 01 марта 1803. Титул ещё до этого (26 апреля 1801) передан роду Орловых |
| 04 апреля 1799  | Кочубей                                      | Виктор Павлович Кочубей (1768—1834), вице-канцлер, действительный тайный советник                                             | Позже он был пожалован княжеским титулом. Род угас 20 ноября 1953 (по другим данным - после 1956 г.) |
| 05 мая 1799     | Аракчеев                                     | Барон Алексей Андреевич Аракчеев (1769—1834), генерал-лейтенант                                                               | Угас с его смертью 21 апреля 1834 |
| 05 мая 1799     | Кутайсов                                     | Барон Иван Павлович Кутайсов (1759—1834), егермейстер                                                                         | |
| 29 мая 1799     | Ланжерон (de Langeron)                       | Александр Фёдорович (Александр-Луи) де Ланжерон (1763—1831), генерал-лейтенант, граф Французского королевства                 | Из рода Андро (Andrault), получившего графский титул в августе 1656 г. Носил титулы 2-го маркиза де ла Косте, 4-го графа де Ланжерон, 9-го барона де ла Ферте, барона де Сасси, 3-го барона де Куньи, сеньора du Mont, de Bazolle de l'Isle de Mars и d'Alligny. Угас с его смертью 04 июля 1831 |

### В царствованиеАлександра I
| Дата                       | Фамилия                                         | Кто жалован | Примечания |
| -------------------------- | ----------------------------------------------- | --- | --- |
| 26 апреля 1801             | Орлов-Денисов                                   | Василий Васильевич Орлов (1775—1843), полковник                                                                                 | В.В. Орлову разрешено принять фамилию и титул его деда графа Ф. П. Денисова и именоваться потомственно графом Орловым-Денисовым. Позже в 1852 году одному из представителей рода было разрешено принять титул графа Никитина. Род, предположительно, угас в 1963 году |
| 12 июня 1801               | Остен-Сакен (von der Osten gennant Sacken) II   | Барон Иоганн-Густав (1770—1842), коллежский советник, и барон Карл-Густав (1787—1855) фон дер Остен-Сакен                       | Угас 28 мая 1895 |
| 15 сентября 1801           | Васильев I                                      | Барон Алексей Иванович Васильев (1742—1807), государственный казначей, действительный тайный советник                           | Угас с его смертью 15 августа 1807 (в женском поколении в 1860 году). Титул передан 18 августа 1807 передан его племяннику того же рода |
| 15 сентября 1801           | Татищев I                                       | Николай Алексеевич Татищев (1739—1823), генерал от инфантерии                                                                   | |
| 15 сентября 1801           | Протасова (1-я ветвь)                           | Варвара Алексеевна Протасова (урожд. Бахметева) (1770—1847), вдова действительного тайного советника                            | С нисходящим потомством. Род угас со смертью её сына 16 января 1855 (окончательно со смертью вдовы последнего в 1880). Титул передан в 1856 году роду Бахметевых |
| 15 сентября 1801           | Протасова (2-я ветвь)                           | Анна Степановна Протасова (1745—1826), камер-фрейлина                                                                           | В брак не вступала и потомства не имела. Угас с её смертью 12 апреля 1826 году. |
| 17 сентября 1801           | Протасовы (3-я ветвь (I))                       | Варвара Петровна Протасова (? — 1852)                                                                                           | Племянница предыдущей. В брак не вступала и потомства не имела. |
| 17 сентября 1801           | Протасовы (3-я ветвь (II))                      | Вера Петровна Протасова (1780—1814)                                                                                             | Сестра предыдущей (одновременно с ней). Умерла 02 октября 1814 г. Титул мужу и детям не передан. |
| 17 сентября 1801           | Протасовы (3-я ветвь (III))                     | Анна Петровна Протасова (?–1869)                                                                                                | Сестра предыдущей (одновременно с ней). Титул мужу и сыну не передан. |
| 17 сентября 1801           | Протасовы (3-я ветвь (IV))                      | Степан Александрович Протасов (1793—1809)                                                                                       | Двоюродный брат предыдущей (одновременно с ней). Угас с его беспотомственной смертью в 1809 году. |
| 17 сентября 1801           | Протасовы (3-я ветвь (V))                       | Анна Александровна Протасова (?—1849)                                                                                           | Сестра предыдущего (одновременно с ним). Умерла 03 декабря 1849 г. Титул мужу и детям не передан. |
| 21 июня 1802               | Зотов II                                        | Николай Иванович Зотов (1782—1849), гвардии прапорщик                                                                           | Угас с его смертью в 1849 году. |
| 12 июля 1804               | Зотов III                                       | Александр Иванович Зотов (1759—1815), коллежский асессор                                                                        | |
| 18 августа 1807            | Васильев II                                     | Владимир Фёдорович Васильев (1782—1859), ротмистр Кавалергардского полка                                                        | Угас 22 октября 1895 года. Титул ещё до этого (01 апреля 1879) передан роду Шиловских |
| 12 декабря 1809            | Гудовичи II (1-я ветвь)                         | Михаил Васильевич Гудович (1752–1818), генерал-майор                                                                            | Брат генерал-фельдмаршала графа И.В. Гудовича. Бездетный холостяк, умерший 14 февраля 1818 г. |
| 12 декабря 1809            | Гудовичи II (2-я ветвь)                         | Василий Васильевич Гудович (1753–1819), генерал-лейтенант                                                                       | Брат предыдущего (одновременно с ним). Род предположительно угас в 1994 г. |
| 12 декабря 1809            | Гудовичи II (3-я ветвь)                         | Николай Васильевич Гудович (1758–1841), генерал-лейтенант                                                                       | Брат предыдущего (одновременно с ним). Род угас со смертью его сына в 1846 г. |
| 12 декабря 1809            | Гудовичи II (4-я ветвь)                         | Пётр Васильевич Гудович (1759–183?), действительный статский советник                                                           | Брат предыдущего (одновременно с ним). Бездетный холостяк. |
| 29 октября 1811            | Голенищев-Кутузов I                             | Михаил Илларионович Голенищев-Кутузов (1745—1813), главнокомандующий армией против турок, генерал от инфантерии                 | Позже, 29 июля 1812 года, возведён в княжеское Российской империи достоинство титулом светлости. Угас с его смертью 16 апреля 1813 года (в женском поколении в 1854 году). Фамилия (без титула) 7 мая 1859 года передана в род Толстых (Голенищевы-Кутузовы-Толстые). |
| 29 октября 1812            | Платовы                                         | Матвей Иванович Платов (1751—1818), атаман войска Донского, генерал от кавалерии                                                | Угас в 1889 году. |
| 01 мая 1813                | Милорадович I                                   | Михаил Андреевич Милорадович (1771—1825), генерал от инфантерии                                                                 | Угас с его смертью 15 декабря 1825 года. 19 марта 1873 года титул был передан его двоюродному правнуку того же рода. |
| 29 декабря 1813            | Барклай де Толли (Barclay de Tolly)             | Михаил Богданович (Михаил-Андреас) Барклай-де-Толли (1761—1818), генерал от инфантерии                                          | Позже он был пожалован княжеским титулом. Род угас 17 октября 1871 года. Фамилия и княжеский титул передан роду Веймарн 08 декабря 1859 года. |
| 29 декабря 1813            | Беннигсен (von Bennigsen)                       | Барон Леонтий Леонтьевич (Левин-Август-Теофил-Готлиб) фон Беннигсен (1745—1826), генерал от кавалерии                           | |
| 06 апреля 1816             | Кушелев-Безбородко                              | Граф Александр Григорьевич Кушелев (1800—1855), коллежский асессор                                                              | Дозволено принять фамилию его деда, по матери, действительного тайного советника графа Ильи Андреевича Безбородко и именоваться впредь, потомственно, графом Кушелевым-Безбородко. 30 апреля (12 мая) 1849 получил графское Великого княжества Финляндского достоинство. Род угас 01 мая 1870 года. |
| 30 августа 1816            | Тормасов                                        | Александр Петрович Тормасов (1752—1819), генерал от кавалерии                                                                   | Род угас 31 марта 1839 г. со смертью единственного сына родоначальника графа Александра Александровича (1806—1839), умершего холостым и бездетным. Высочайше утверждённым решением Государственного совета 23 января 1851 г. фамилию и герб дворянского рода Тормасовых дозволено было присоединить к своей фамилии и именоваться Сназиным-Тормасовым (но без графского титула) Павлу Ивановичу Сназину (1815—1883), второй женой которого была внучатая племянница графа А.П. Тормасова Елизавета Дмитриевна, урожд. Власова. |
| 01 июля 1817               | Ламсдорф (Ламздорф, Ламбсдорф) (von Lambsdorff) | Матвей Иванович (Густав-Маттиас) фон Ламсдорф (1745—1828), генерал от инфантерии                                                | Одному из представителей рода (графу К. Н. фон Ламздорфу) 01 сентября 1894 разрешено именоваться графом Ламздорф-Галаганом с тем, чтобы в нисходящем его потомстве фамилия Галагана переходила всегда к одному только старшему в роде. |
| (не ранее 11 февраля) 1818 | Строганов II                                    | Барон Сергей Григорьевич Строганов (1794—1882)                                                                                  | Наследовал графский титул и майорат своего троюродного дяди и тестя графа П. А. Строганова. 22 августа 1826 его отец барон Григорий Александрович Строганов был возведён с потомством в графское достоинство. Угас 18 апреля 1923 года (в женском поколении 12 июля 1944 года). |
| 19 августа 1818            | Вязмитинов                                      | Сергей Кузьмич Вязмитинов (1744—1819), санкт-петербургский военный генерал-губернатор, генерал от инфантерии                    | Угас с его смертью 15 сентября 1819 года. |
| 12 октября 1819            | Гурьев                                          | Дмитрий Александрович Гурьев (1751—1825), министр финансов, действительный тайный советник                                      | По некоторым данным, угас (последний известный мужской представитель рода - граф Александр Николаевич (1823—1885) (сын графа Николая Дмитриевича и внук родоначальника)). |
| 12 декабря 1819            | Коновницын                                      | Пётр Петрович Коновницын (1764—1822), член Государственного совета, генерал-адъютант, генерал от инфантерии                     | Род существующий. |
| 08 апреля 1821             | Остен-Сакен (von der Osten gennant Sacken) III  | Барон Фабиан Вильгельмович (Фабиан-Готлиб) фон дер Остен-Сакен (1752—1837), главнокомандующий 1-й армией, генерал от инфантерии | Позже, 8 ноября 1832 года, возведён в княжеское Российской империи достоинство. Угас с его смертью 07 апреля 1837 года. |
| 12 декабря 1823            | Бахметев                                        | Алексей Николаевич Бахметев (1744—1841), генерал от инфантерии                                                                  | Сыну родоначальника (штабс-ротмистру Кавалергардского полка графу Николаю Алексеевичу) 28 октября 1858 года повелено принять титул и фамилию умершего родственника его, генерал-адъютанта, генерал-лейтенанта, графа Н. А. Протасова и именоваться впредь, потомственно, графом Протасовым-Бахметевым. |

### В царствованиеНиколая I
| Дата             | Фамилия                                      | Кто жалован | Примечания |
| ---------------- | -------------------------------------------- | --- | --- |
| 25 декабря 1825  | Орлов II                                     | Алексей Фёдорович Орлов (1787—1861), генерал-адъютант, командир лейб-гвардии Конного полка, генерал-майор                                                                      | Незаконный сын графа Ф. Г. Орлова, получивший в своё время (27 апреля 1796) дворянские права и фамилию своего отца, но без графского титула. Позже он был пожалован княжеским титулом. Род угас 30 мая 1961 (в женском поколении 16 сентября 1989) |
| 22 августа 1826  | Татищев II                                   | Александр Иванович Татищев (1763—1833), военный министр, генерал от инфантерии                                                                                                 | Угас с его смертью 17 июня 1833 |
| 22 августа 1826  | Чернышёв II                                  | Александр Иванович Чёрнышёв (1785—1857), товарищ начальника Главного штаба, генерал-адъютант, генерал-лейтенант                                                                | Позже он был пожалован княжеским титулом. Род угас 27 января 1892 (1891?) |
| 22 августа 1826  | Курута                                       | Дмитрий Дмитриевич Курута (1770—1833), Свиты Его Величества по квартирмейстерской части генерал-лейтенант, директор 2-го кадетского корпуса, шеф Дворянского полка             | Угас с его смертью 13 марта 1833. |
| 22 августа 1826  | Поццо ди Борго (Pozzo di Borgo)              | Карл Осипович (Карло-Андреа) Поццо ди Борго (1768—1842), посол в Париже, генерал-адъютант, генерал-лейтенант, граф Французского королевства                                    | Возведён в графское Королевства Франция достоинство 15 января 1816, а в 1818 г. — в пэры Франции. Угас с его смертью 15 февраля 1842. Ещё до этого (17 сентября 1827) графское достоинство К.О. Поццо ди Борго, в случае неоставления им потомства, распространено на того из фамилии Поццо-ди-Борго, кого он определит своим наследником. В 1842 г. титул перешёл к его племяннику Карло Поццо-ди-Борго                                                                |
| 22 августа 1826  | Строганов III                                | Барон Григорий Александрович Строганов (1770—1857), действительный тайный советник                                                                                             | Его старший сын барон С. Г. Строганов ещё в 1818 г. наследовал графский титул и майорат его троюродного дяди и тестя графа П.А. Строганова. Угас 18 апреля 1923 (в женском поколении 12 июля 1944) |
| 25 июня 1827     | Дибич (von Diebitsch)                        | Барон Иван Иванович (Иоганн) фон Дибич (1785—1831), начальник Главного штаба, генерал-лейтенант                                                                                | 30 июля 1829 получил наименование Забалканский (граф Дибич-Забалканский). Угас с его смертью 29 мая 1831 |
| 15 марта 1828    | Паскевич-Эриванский                          | Иван Фёдорович Паскевич (1782—1856), генерал-адъютант, генерал инфантерии | Возведён, с нисходящим его потомством, в графское Российской империи достоинство, с наименованием граф Паскевич-Эриванский. Позже, 4 сентября 1831, возведён, с нисходящим его потомством, в княжеское Российской империи достоинство, с титулом светлости, и повелено ему именоваться светлейшим князем Варшавским графом Паскевичем-Эриванским. Род угас 16 июня 1903                                                                                                 |
| 9 июня 1829      | Толь (von Tohl)                              | Барон Карл Фёдорович фон Толь (1777—1842), начальник штаба 2-й армии, генерал-адъютант, генерал от инфантерии                                                                  | Угас |
| 1 июля 1829      | Опперман (Oppermann)                         | Карл Иванович Опперман (1765—1831), инженер-генерал | Угас в XIX в. (предположительно со смертью Л. К. Оппермана 29 марта 1870) |
| 22 сентября 1829 | Канкрин (von Cankrin)                        | Егор Францевич (Георг-Людвиг) Канкрин (1774—1845), министр финансов, член Государственного совета, генерал от инфантерии                                                       | Возможно, род угас 17 августа 1961 |
| 6 декабря 1831   | Васильчиков                                  | Илларион Васильевич Васильчиков (1776—1847), член Государственного совета, генерал-адъютант, генерал от кавалерии                                                              | Позже, 1 января 1839, возведён, с нисходящим его потомством, в княжеское Российской империи достоинство. Род существующий |
| 14 января 1832   | Чернышёв-Кругликов                           | Иван Гаврилович Кругликов (1782—1847), действительный статский советник | И. Г. Кругликову дозволено принять герб, титул и фамилию его тестя, действительного тайного советника, графа Григория Ивановича Чернышёва и именоваться впредь, потомственно, графом Чернышёвым-Кругликовым. Род угас в 1907 г. (в женском колене в 1930 г.) |
| 8 ноября 1832    | Голенищев-Кутузов II                         | Павел Васильевич Голенищев-Кутузов (1772—1843), член Государственного совета, генерал-адъютант, генерал от кавалерии                                                           | Угас 12 ноября 1950 |
| 8 ноября 1832    | Бенкендорф (von Benckendorff) I              | Александр Христофорович (Константин-Александр-Карл) Бенкендорф (1783—1844), шеф жандармов, генерал-адъютант, генерал от кавалерии                                              | Угас с его смертью 11 сентября 1844. Ещё до этого (15 ноября 1832) графское достоинство распространено на его родного племянника того же рода |
| 15 ноября 1832   | Бенкендорф (von Benckendorff) II             | Константин Константинович (Константин-Александр-Карл-Вильгельм-Христофор-Максимилиан) Бенкендорф (1816—1858)                                                                   | Род существующий |
| 1 июля 1833      | Эссен (von Essen)                            | Пётр Кириллович (Петер) Эссен (1772—1844), санкт-петербургский военный генерал-губернатор, член Государственного совета, генерал от инфантерии                                 | Угас с его смертью 23 сентября 1844 (в женском поколении 23 ноября 1868). Титул ещё до этого (29 июля 1835) передан в род графов Стенбок-Фермор |
| 1 июля 1833      | Левашов                                      | Василий Васильевич Левашов (1783—1848), киевский военный губернатор, генерал-губернатор подольский и волынский, генерал-адъютант, генерал-лейтенант                            | Угас 26 мая 1898. Титул ещё до этого, 17 апреля 1895 г., передан роду князей Вяземских (князю Владимиру Леонидовичу Вяземскому (1889—1960) дозволено к его титулу и фамилии присоединить титул и фамилию его деда графа Владимира Васильевича Левашова (1834—1898) и именоваться князем Вяземским графом Левашовым; род существующий) |
| 1833             | Голубцова                                    | Екатерина Ивановна Голубцова (1801—1840) | Пожалован ей в связи с браком в 1833 г. с князем Христианом-Фридрихом-Людвигом-Карлом фон Гогенлоэ-Кирхбергом (1788—1859). Умерла без потомства 29 марта 1840 |
| 25 июня 1834     | Мордвинов                                    | Николай Семёнович Мордвинов (1754—1845), председатель департамента гражданских и духовных дел Государственного совета, адмирал                                                 | Угас 13 февраля 1950 |
| 1 июля 1835      | Новосильцев                                  | Николай Николаевич Новосильцев (1761—1838), председатель Государственного совета и Комитета министров, действительный тайный советник                                          | Угас с его смертью 8 апреля 1838 |
| 29 июля 1835     | Эссен-Стенбок-Фермор (Essen-Stenbock-Fermor) | Граф Яков Иванович (Карл-Якоб-Понтус) Стенбок-Фермор (1806—1866), штабс-ротмистр лейб-гвардии Конного полка                                                                    | Графу Я. И. Стенбок-Фермор позволено присоединить к своей фамилии фамилию его тестя, генерала от инфантерии графа П. К. фон Эссен и именоваться впредь, потомственно, графом Эссен-Стенбок-Фермор |
| 28 мая 1836      | Ламберт (de Lambert)                         | Братья генерал-адъютант, генерал от кавалерии граф Карл Осипович (1773—1843) и тайный советник граф Яков Осипович (1778—1849) де Ламберт, графы Французского королевства       | Из рода маркизов де Сен-Брис (de Saint-Bris) графов де Ламберт (с февраля 1644 г.). По одним данным, угас 19 ноября 1879, по другим - в 1944 г. |
| 1 января 1839    | Сперанский                                   | Михаил Михайлович Сперанский (1772—1839), председатель департамента законов Государственного совета, действительный тайный советник                                            | Угас с его смертью 11 февраля 1839. Титул был передан 19 мая 1872 роду князей Кантакузен (князю Михаилу Родионовичу Кантакузину (1848—1894) разрешено присоединить к своей фамилии и титулу титул и фамилию его прадеда графа М. М. Сперанского и именоваться впредь князем Кантакузиным графом Сперанским. Род существующий) |
| 26 марта 1839    | Киселёв I                                    | Павел Дмитриевич Киселёв (1788—1872), министр государственных имуществ, генерал-адъютант, генерал от инфантерии                                                                | Угас с его смертью 14 ноября 1872. Ещё до этого (3 июня 1865) его брату, тайному советнику Николаю Дмитревичу (1800—1869), дозволено после смерти графа П. Д. Киселёва принять его герб и его графский титул, однако он умер ранее брата 26 ноября 1869. Поэтому 19 апреля 1873 герб и графский титул дозволено принять их племяннику, титулярному советнику Павлу Сергеевичу Киселёву, с тем, чтобы этот титул и герб переходили только к старшему в роде его потомков |
| 26 марта 1839    | Клейнмихель (Kleinmichel)                    | Пётр Андреевич Клейнмихель (1793—1869), дежурный генерал Главного штаба, генерал-адъютант, генерал-лейтенант                                                                   | Угас 14 мая 1982 |
| 18 апреля 1842   | Блудов                                       | Дмитрий Николаевич Блудов (1785—1864), статс-секретарь, председатель департамента законов Государственного совета, действительный тайный советник                              | Угас 30 марта 1886 (в женском поколении 9 апреля 1891). По другим данным, существовал и в 1902 г. |
| 19 марта 1843    | Коссаковский (Kossakowski herbu Ślepowron)   | Станислав Иосифович (Станислав-Феликс-Фортунат) Коссаковский (1795—1872), член комиссии прошений царства Польского, действительный статский советник                           | |
| 24 декабря 1843  | Пршедзецкий (Prźezdiecki herbu Roh III) I    | Константин Михайлович Пршездецкий (1782—1856), подольский губернский предводитель дворянства, тайный советник                                                                  | Пожалован личным графом. Угас с его смертью 1 июня 1856 |
| 1 июля 1846      | Уваров                                       | Сергей Семёнович Уваров (1786—1855), министр народного просвещения, действительный тайный советник                                                                             | |
| 1 июля 1846      | Баранова (von Baranoff)                      | Юлия Фёдоровна (Доротея-Елена-Юлиана) Баранова (урожд. Адлерберг) (1789—1864), воспитательница государынь великих княжон, статс-дама                                           | С нисходящим потомством. Род существующий |
| 1 июля 1847      | Адлерберг (Adlerberg)                        | Владимир Фёдорович (Эдуард-Вальдемар-Фридрих) Адлерберг (1791—1884), главноначальствующий над почтовым департаментом, генерал-адъютант, генерал от инфантерии, брат предыдущей | Угас 21 ноября 1990 |
| 19 сентября 1847 | Никитин                                      | Алексей Петрович Никитин (1777—1858), инспектор резервной кавалерии, генерал от кавалерии                                                                                      | Угас с его смертью 27 февраля 1858 (в женском поколении в 1898 году). Титул ещё до этого (29 апреля 1852) передан роду графов Орловых-Денисовых, а затем в 1901 роду графов Граббе |
| 3 октября 1847   | Ридигер (von Rüdiger) I                      | Фёдор Васильевич (Фридрих-Александр) Ридигер (1783—1856), командир 3-го пехотного корпуса, генерал-адъютант, генерал от кавалерии                                              | Угас с его смертью 11 июня 1856. Титул передан 26 июня 1856 его племяннику того же рода |
| 3 апреля 1849    | Вронченко                                    | Фёдор Павлович Вронченко (1780—1852), министр финансов, действительный тайный советник                                                                                         | Угас с его смертью 6 апреля 1852. |
| 3 апреля 1849    | Перовский I                                  | Лев Алексеевич Перовский (1792—1856), министр внутренних дел, член Государственного совета, действительный тайный советник                                                     | Угас с его смертью 9 ноября 1856. Титул передан 20 ноября 1856 его родному брату, флигель-адъютанту, полковнику Кавалергардского полка Борису Алексеевичу Перовскому |
| 29 апреля 1852   | Орлов-Денисов-Никитин                        | Граф Алексей Фёдорович Орлов-Денисов (1841—1907), Свиты Его Величества генерал-майор                                                                                           | Графу А. Ф. Орлову-Денисову, второму сыну Свиты Его Величества генерал-майора графа Ф. В. Орлова-Денисова, дозволено присоединить фамилию деда его, по матери, генерала от кавалерии графа А. П. Никитина и именоваться впредь, потомственно, графом Орловым-Денисовым-Никитиным. Род угас |
| 26 августа 1852  | Муравьёв-Амурский I                          | Николай Николаевич Муравьёв (1809—1881), генерал-губернатор Восточной Сибири, генерал-лейтенант, генерал от инфантерии                                                         | Н. Н. Муравьёв возведён, с нисходящим его потомством, в графское Российской империи достоинство, с наименованием графом Муравьёвым-Амурским. Угас с его смертью 18 ноября 1881. |

### В царствованиеАлександра II
| Дата             | Фамилия                                                    | Кто жалован | Примечания |
| ---------------- | ---------------------------------------------------------- | --- | --- |
| 10 апреля 1855   | Остен-Сакен (von der Osten gennant Sacken) IV              | Барон Дмитрий Ерофеевич Остен-Сакен (1790—1881), командир 4-го армейского корпуса, генерал-адъютант, генерал от кавалерии                                                                                    | |
| 17 апреля 1855   | Перовский II                                               | Василий Алексеевич Перовский (1795—1857), командир Оренбургского корпуса, оренбургский и самарский генерал-губернатор, член Государственного и Адмиралтейств советов, генерал-адъютант, генерал от кавалерии | Угас с его смертью 08 декабря 1857 г. |
| 6 декабря 1855   | Путятин                                                    | Евфимий Васильевич Путятин (1804—1883), генерал-адъютант, вице-адмирал | Род угас в мужском поколении 15 июля 1968 г., в женском — 22 мая 1974 г. |
| 20 марта 1856    | Орлов-Давыдов                                              | Владимир Петрович Давыдов (1809—1882), камергер, действительный статский советник | В. П. Давыдову дозволено принять титул и фамилию его деда, по матери, генерал-поручика графа В. Г. Орлова и именоваться впредь, потомственно, графом Орловым-Давыдовым. Угас в XX веке (существует в женском поколении) |
| 26 июня 1856     | Ридигер (von Rüdiger) II                                   | Фёдор Германович (Иоганн-Фридрих) Ридигер (ум. 1904), штабс-капитан лейб-гвардии Конно-гренадерского полка                                                                                                   | Ф.Г. Ридигеру дозволено принять, потомственно, титул и герб его дяди, генерал-адъютант графа Ф. В. Ридигера. Угас с его смертью 17 сентября 1904 года. Титул в том же году передан роду Беляевых |
| 26 августа 1856  | Олсуфьев                                                   | Василий Дмитриевич Олсуфьев (1796—1858), обер-егермейстер | |
| 26 августа 1856  | Закревский                                                 | Арсений Андреевич Закревский (1783—1865), граф Великого княжества Финляндского | Угас с его смертью 11 января 1865 году (в женском поколении в 1884 году) |
| 26 августа 1856  | Сумароков                                                  | Сергей Павлович Сумароков (1793—1875), генерал-адъютант, генерал от артиллерии | Угас с его смертью 28 февраля 1875 (в женском поколении в 1902 году). Титул ещё до этого (8 сентября 1856) передан роду Эльстон |
| 26 августа 1856  | Рибопьер (de Ribaupierre)                                  | Александр Иванович Рибопьер (1781—1865), обер-камергер | Угас в мужском поколении 04 июня 1916 году со смертью внука родоначальника, а в женском в 1964 году. |
| 28 октября 1856  | Протасов-Бахметев                                          | Николай Алексеевич Бахметев (1834—1907), штабс-ротмистр Кавалергардского полка | Н. А. Бахметеву повелено принять титул и фамилию умершего родственника его, двоюродного дяди, генерал-адъютана, генерал-лейтенанта графа Н. А. Протасова и именоваться впредь, потомственно, графом Протасовым-Бахметевым. Род угасший |
| 8 сентября 1856  | Сумароков-Эльстон                                          | Феликс Николаевич Эльстон (1820—1877), флигель-адъютант, полковник | Ф. Н. Эльстону повелено присоединить к фамилии своей фамилию и титул тестя его, генерал-адъютана графа С.П. Сумарокова и именоваться впредь, потомственно, графом Сумароковым-Эльстон. Позже, 11 июня 1885 года, одному из его сыновей, гвардии поручику графу Ф. Ф. Сумарокову-Эльстон дозволено принять титул и фамилию тестя его, гофмейстера князя Н. Б. Юсупова, и именоваться князем Юсуповым графом Сумароковым-Эльстон с тем, чтобы княжеский титул и фамилия Юсуповых переходили только к старшему в роде из его потомков. Угас 27 сентября 1967 (в женском поколении 30 августа 1983) |
| 20 ноября 1856   | Перовский III                                              | Борис Алексеевич Перовский (1815—1881), флигель-адъютант, полковник Кавалергардского полка | Б. А. Перовскому разрешено принять титул его родного брата Л. А. Перовского. Угас 21 ноября 1887 (в женском поколении в 1890 году). Титул (13 июня 1907) передан роду Петрово-Соловово |
| 17 апреля 1859   | Евдокимов                                                  | Николай Иванович Евдокимов (1804—1873), генерал-лейтенант | Угас с его смертью 22 мая 1873. Титул ещё до этого (16 июня 1862) передан роду Доливо-Добровольских |
| 23 апреля 1861   | Ростовцева                                                 | Вера Николаевна Ростовцева (урожд. Эмина) (1807—1888) | Вдова генерал-адъютанта Якова Ивановича Ростовцева (1804-1860). С нисходящим потомством |
| 23 апреля 1861   | Ланской                                                    | Сергей Степанович Ланской (1787—1862), член Государственного совета, действительный тайный советник | |
| 27 мая 1862      | Лидерс (von Lüders)                                        | Александр Николаевич Лидерс (1790—1874), исправляющий должность наместника царства Польского, генерал-адъютант, генерал от инфантерии                                                                        | Угас с его смертью 1 февраля 1874 года (в женском поколении в 1895 году). Титул ещё ранее этого (30 сентября 1863) передан роду Веймарн |
| 16 июня 1862     | Доливо-Добровольский-Евдокимов                             | Виктор Яковлевич Доливо-Добровольский, начальник штаба войска Дагестанской области, полковник | В. Я. Доливо-Добровольскому дозволено принять фамилию и титул родственника жены его, своего свойственника (мужа тётки его жены), генерал-адъютанта графа Н. И. Евдокимова и именоваться впредь, потомственно, графом Доливо-Добровольским-Евдокимовым |
| 30 сентября 1863 | Лидерс-Веймарн (von Lüders-Weymarn)                        | Александр Александрович Веймарн (1827—1888), полковник | А. А. Веймарну, женатому на дочери генерал-адъютанта графа А. Н. Лидерса, Надежде, разрешено присоединить к своей фамилии и гербу титул, фамилию и герб своего тестя и именоваться впредь, потомственно, графом Лидерс-Веймарн |
| 17 апреля 1865   | Муравьёв                                                   | Михаил Николаевич Муравьёв (1796—1866), член Государственного совета, виленский, ковенский и гродненский генерал-губернатор, генерал от инфантерии                                                           | Известен как граф Муравьёв-Виленский, хотя вопреки распространённому мнению, официально наименование Виленский не получил |
| 16 апреля 1866   | Толстой II                                                 | Иван Матвеевич Толстой (1806—1867), министр почт и телеграфов, член Государственного совета, обер-гофмейстер                                                                                                 | |
| 28 октября 1866  | Граббе (Grabbe)                                            | Павел Христофорович Граббе (1789—1875), наказной атаман войска Донского, генерал-адъютант, генерал от кавалерии                                                                                              | Позже в 1901 году одному из представителей рода было разрешено присоединить к своей фамилии титул графа Никитина. Род существующий |
| 28 октября 1866  | Литке (von Lütke)                                          | Фёдор Петрович (Фридрих-Бенжамин) Литке (1797—1882), член Государственного совета, генерал-адъютант, адмирал                                                                                                 | |
| 9 января 1869    | Богарне (Beauharnais) I                                    | Дарья Константиновна Опочинина (1844-1870) | Первая морганатическая супруга Е.М. Романовского из рода де Богарне. С нисходящим потомством. Род угас со смертью её единственной дочери 05 ноября 1937 |
| 12 февраля 1871  | Толстой III                                                | Александр Александрович Дмитриев (1869–1939) | А. А. Дмитриеву, усыновлённому внуку графа Фёдора Петровича Толстого (от его четвёртой дочери Ольги и Александра Аполлоновича Дмитриева), разрешено принять фамилию и титул его деда и именоваться, потомственно, графом Толстым. Род угас 23 июля 2009 (существует в женском поколении) |
| 18 марта 1871    | Бруннов (von Brunnow)                                      | Барон Филипп Иванович (Эрнест-Филипп) Бруннов (1797—1875), полномочный посол при великобританском дворе, действительный тайный советник                                                                      | Угас с его смертью 11 апреля 1875. |
| 1 января 1872    | Корф (von Korff)                                           | Барон Модест Андреевич Корф (1800—1876), статс-секретарь, член Государственного совета, действительный статский советник                                                                                     | Род угасший |
| 19 марта 1873    | Милорадович II                                             | Григорий Александрович Милорадович (1839—1905), флигель-адъютант, полковник Кавалергардского полка | Г.А. Милорадовичу разрешено было носить графский титул «в увековечение памяти о заслугах» его двоюродного деда графа М. А. Милорадовича с тем, чтобы титул переходил лишь к старшему в роде. Угас 02 января 1953 |
| 19 апреля 1873   | Киселёв II                                                 | Павел Сергеевич Киселёв (1831—1906), титулярный советник | П. С. Киселёву дозволено, за бездетной смертью дядей его, Павла и Николая Дмитриевичей Киселёвых, принять герб и графский титул их с тем, чтобы титул и герб переходили только к старшему в роде его потомков. Угас с его смертью 20 июня 1906 года |
| 29 июня 1874     | Коцебу (von Kotzebue)                                      | Павел Евстафьевич Коцебу (1801—1884), варшавский генерал-губернатор, командующий войсками Варшавского военного округа, генерал-адъютант, генерал от инфантерии                                               | Угас с его смертью 19 апреля 1884 (в женском поколении 19 июля 1943). Титул ещё ране этого (12 января 1878) передан роду баронов Пилар фон Пильхау |
| 12 декабря 1877  | Игнатьев                                                   | Павел Николаевич Игнатьев (1797—1879), председатель Комитета министров, генерал-адъютант, генерал от инфантерии                                                                                              | Род существующий |
| 12 января 1878   | Коцебу-Пиллар фон Пильхау (von Kotzebue-Pilar von Pilchau) | Баронесса Александра Павловна (Александра-Матильда) Пиллар фон Пильхау (урожд. Коцебу) (1849—1943) и муж её, гвардии штабс-ротмистр барон Фёдор Карлович (Теодор) Пиллар фон Пильхау (1848—1911)             | Дочери графа П. Е. Коцебу, Александре Павловне, вместе с мужем её, бароном Фёдором Пиллар фон Пильхау, дозволено присоединить к своей фамилии титул и фамилию графа Коцебу и именоваться впредь графом и графиней Коцебу-Пиллар фон Пильхау, с тем, чтобы в потомстве сих лиц фамилия графа Коцебу переходила лишь к потомкам их, рождённым от настоящего брака, а из числа последних - только к старшему в роде. Род угас в 1939 году со смертью сына родоначальника, в женском поколении — в 1956 году со смертью Екатерины, дочери родоначальника.                                           |
| 20 марта 1878    | Толстой-Знаменский                                         | Граф Дмитрий Николаевич Толстой (1806–1884), тайный советник | Графу Д. Н. Толстому дозволено присоединить к своей фамилии название заповедного имения его (с 14 октября 1858), села Знаменское, Данковского уезда Рязанской губернии, и именоваться впредь, с нисходящим потомством, графом Толстым-Знаменским. Угас с его смертью 14 марта 1884. |
| 17 апреля 1878   | Лорис-Меликов                                              | Михаил Тариелович Лорис-Меликов (1825—1888), командующий действующим корпусом кавказской армии, генерал-адъютант, генерал от кавалерии                                                                       | Род существующий |
| 3 (09) июля 1878 | Богарне (Beauharnais) II                                   | Зинаида Дмитриевна Скобелева (1856-1899) | Вторая морганатическая супруга Е. М. Романовского из рода де Богарне. С нисходящим потомством. Позже она была пожалован титулом герцогини Лейхтенбергской. Угас с её смертью 04 июня 1899 |
| 20 августа 1878  | Милютин                                                    | Дмитрий Алексеевич Милютин (1816—1912), военный министр, генерал-адъютант, генерал от инфантерии | Угас с его смертью 25 января 1912 г. (в женском поколении со смертью его дочери Елизаветы 16 июня 1939 г.) |
| 30 января 1879   | Богарне (Beauharnais) III                                  | Надежда Сергеевна Акинфова (урожд. Анненкова) (1840-1891) | Морганатическая супруга Н. М. Романовского из рода де Богарне. С нисходящим потомством. Позже она была пожалован титулом герцогини Лейхтенбергской. Род существующий (в лице герцогов Лейхтенбергских) |
| 1 апреля 1879    | Васильев-Шиловский                                         | Владимир Степанович Шиловский (1852—1893), дворянин | 28 февраля 1878 В. С. Шиловскому разрешено было принять герб, титул и фамилию после смерти его тестя графа Алексея Владимировича Васильева (1808-1895). 1 апреля 1879 года ему разрешено принять фамилию и титул графа Васильева при жизни его тестя и именоваться графом Васильевым-Шиловским. Род угас с его смертью 06 июля 1893 г. (в женском поколении со смертью его единственной дочери Натальив 1941 г.). |
| 5 октября 1879   | Тотлебен (von Totleben)                                    | Эдуард Иванович Тотлебен (1818—1884), командующий войсками Одесского военного округа, член Государственного совета, генерал-адъютант, инженер-генерал                                                        | Угас в 1945 году (в женском поколении в 1957 году) |
| 19 февраля 1880  | Валуев                                                     | Пётр Александрович Валуев (1814—1890), статс-секретарь, председатель Комитетов министров и кавказского и комиссии прошений, действительный тайный советник                                                   | Угас в мужском поколении в 1893 г. (по другим данным, в 1903 г. ), в женском поколении 07 февраля 1916 г. |
| 19 февраля 1881  | Баранцов                                                   | Александр Алексеевич Баранцов (1810—1882), товарищ генерал-фельдцейхмейстера, начальник Главного артиллерийского управления, генерал-адъютант, генерал от артиллерии                                         | Угас не ранее 1921 года |

### В царствованиеАлександра III
| Дата             | Фамилия                                | Кто жалован | Примечания |
| ---------------- | -------------------------------------- | --- | --- |
| 16 июня 1882     | Муравьёв-Амурский II                   | Валериан Валерианович Муравьёв (1861—1922 (недоступная ссылка)), дворянин, унтер-офицер лейб-гвардии Преображенского полка                   | Разрешено принять титул и фамилию графа Муравьёва-Амурского. Угас в 1930 г. |
| 23 ноября 1883   | Делянов                                | Иван Давыдович Делянов (1818—1897), статс-секретарь, министр народного просвещения, сенатор, почётный опекун, действительный тайный советник | Угас с его смертью 29 декабря 1897 |
| 21 марта 1884    | Белёвский                              | Барон Алексей Седжиано (1871—1932) | Одновременно с присвоением отчества Алексеевич. Позже, 9 января 1913, получил разрешение присоединить фамилию своего деда по женской линии и именоваться графом Белёвским-Жуковским с передачей титула только старшему в роде. Угас 27 ноября 1953 (существует в женском поколении)                                                                         |
| 20 января 1890   | Рейтерн (von Reutern) I                | Михаил Христофорович Рейтерн (1820—1890), статс-секретарь, член Государственного совета, действительный тайный советник                      | Угас с его смертью 11 августа 1890. Титул передан роду барона Нолькен 05 декабря 1890. |
| 05 декабря 1890  | Рейтерн (von Reutern) II               | Барон Владимир Густавович (Евстафьевич) Нолькен (1851—1917), камер-юнкер                                                                     | Племяннику действительного тайного советника графа М.Х. Рейтерна, барону В. Г. Нолькен предоставлено присоединить к своей фамилии, титулу и гербу фамилию, титул и герб дяди его, графа Рейтерн, и именоваться впредь графом Рейтерн бароном Нолькен с тем, чтобы графский титул и фамилия Рейтерн переходили лишь только к старшему в роде из его потомков |
| 04 июня 1894     | Стадницкий (Stadnicki herbu Szreniawa) | Станислав-Пётр-Томаш-Антони Стадницкий | Вероятно, угас в XX в. |
| 01 сентября 1894 | Ламздорф-Галаган                       | Граф Константин Николаевич Ламздорф (1841—1900), генерал-лейтенант                                                                           | Графу К. Н. Ламздорфу разрешено присоединить к настоящей его фамилии и гербу фамилию и герб деда по материнской линии его жены Екатерины Павловны урожд. графини Комаровской и именоваться впредь графом Ламздорф-Галаганом с тем, чтобы в нисходящем его потомстве фамилия Галагана переходила всегда в одному только старшему в роде. Род существующий    |

### В царствованиеНиколая II
| Дата             | Фамилия                                    | Кто жалован | Примечания |
| ---------------- | ------------------------------------------ | --- | --- |
| 29 мая 1895      | Головкин-Хвощинский                        | Юрий Николаевич Хвощинский (1877 — нач. 1920-х?) | Племяннику князя Евгения Юрьевича Голицына-Головкина Ю.Н. Хвощинскому предоставлено, как наследнику майората графов Головкиных, присоединить к своей фамилии фамилию, титул и герб графов Головкиных и именоваться графом Головкиным-Хвощинским. Род угас с его смертью в начале 1920-х годов.                                                                           |
| 04 января 1901   | Граббе-Никитин                             | Граф Александр Николаевич Граббе (1864—1947), подъесаул | Графу А. Н. Граббе дозволено присоединить к своей фамилии фамилию и герб своего прадеда по материнской линии, графа А. П. Никитина, и именоваться графом Граббе-Никитиным. Род, предположительно, угас в 1999 г. |
| 01 января 1902   | Сольский                                   | Дмитрий Мартынович Сольский (1833—1910), статс-секретарь, председатель департамента государственной экономии Государственного совета, действительный тайный советник               | Угас с его смертью 29 октября 1910 г. (окончательно 06 августа 1925 г. со смертью его жены). |
| 07 октября 1904  | Ридигер-Беляев                             | Александр Алексеевич Беляев (1867—1939), штабс-ротмистр | А. А. Беляеву, с потомством, дозволено принять фамилию, герб и титул его покойного тестя, графа Фёдора Германовича (Иоганна-Фридриха) Ридигера (1821-1904), вместе с присвоенными сей фамилии гербом и титулом, и именоваться графами Ридигер-Беляевымы. Угас с его смертью в 1939 г. (в женском колене не ранее 1960 г.)                                                |
| 18 сентября 1905 | Витте (Witte)                              | Сергей Юльевич Витте (1849—1915), статс-секретарь, председатель Комитета министров, действительный тайный советник                                                                 | Угас с его беспотомственной смертью 28 февраля 1915 (окончательно не ранее 1937 года со смертью его жены). |
| 13 июня 1907     | Перовский-Петрово-Соловово                 | Михаил Михайлович Петрово-Соловово (1870—1954), в звании камергера, коллежский советник                                                                                            | М. М. Петрово-Соловову дозволено присоединить к своей фамилии и гербу фамилию, герб и титул его деда, графа Б.А. Перовского, и именоваться впредь графом Перовским-Петрово-Соловово. Род угас с его смертью 30 января 1954 г. (в женском поколении 10 марта 1978 г. со смертью его единственной дочери Марии, потомки которой претендуют на выморочный графский титул ). |
| 10 декабря 1908  | Чернышёв-Безобразов                        | Александр Фёдорович Безобразов (1859—1911), в звании камергера | А. Ф. Безобразову, через брак с графиней Софьей Николаевной Чернышёвой-Кругликовой (1864-1930) наследовавшему Чернышёвский майорат с имением, и жене его, Софье Безобразовой, принять титул, фамилию и герб графов Чернышевых и именоваться впредь графами Чернышёвыми-Безобразовыми. Род существующий.                                                                  |
| 1913             | Дмитриев-Мамонов II                        | Александр Ипполитович Дмитриев-Мамонов (1847—1915) | Именным Высочайшим Указом 1913 года действительному статскому советнику А.И. Дмитриеву-Мамонову дозволено потомственно пользоваться графским Российской Империи титулом с правом передачи его старшему в роде. Угас в 1992 г. |
| 09 января 1913   | Белёвский-Жуковский                        | Граф Алексей Алексеевич Белёвский (1871—1932), в должности шталмейстера, отставной ротмистр                                                                                        | Дозволено присоединить фамилию своего деда по женской линии и именоваться графом Белёвским-Жуковским с передачей титула только старшему в роде. Род угас в мужском поколении 27 ноября 1953 г. со смертью сына родоначальника, в женском — 19 апреля 2021 г. со смертью единственной дочери последнего.                                                                  |
| 21 января 1913   | Пржездзецкие (Przezdziecki) II (1-я ветвь) | Юзеф-Александр Пржездецкий (1872—1956) | Правнук личного графа К.М. Пршездецкого. Титул, видимо, угас с его смертью 30 октября 1956 г. |
| 21 января 1913   | Пржездзецкие (Przezdziecki) II (2-я ветвь) | Ян-Александр-Станислав Пржездецкий (1877—1944) | Брат предыдущего (одновременно с ним). Угас 30 марта 1945 (существует в женском поколении). |
| 21 января 1913   | Пржездзецкие (Przezdziecki) II (3-я ветвь) | Штефан-Юзеф-Леон Пржездецкий (1879—1932) | Брат предыдущего (одновременно с ним). Угас с его смертью 03 декабря 1932 г. |
| 21 января 1913   | Пржездзецкие (Przezdziecki) II (4-я ветвь) | Константин-Габриель-Казимир Пржездецкий (1879—1966) | Брат-близнец предыдущего (одновременно с ним). Угас с его смертью 21 апреля 1966 (существует в женском поколении). |
| 21 января 1913   | Пржездзецкие (Przezdziecki) II (5-я ветвь) | Райнольд-Францишек-Феликс Пржездецкий (1884—1955) | Брат предыдущего (одновременно с ним). Угас с его смертью 12 мая 1955 г. |
| 21 февраля 1913  | Фредерикс (Freedericksz)                   | Барон Владимир Борисович (Адольф-Андреас-Вольдемар) Фредерикс (1838—1927), министр Императорского двора и уделов, генерал-адъютант, генерал от кавалерии                           | Угас с его смертью 01 июля 1927 (в женском поколении 29 декабря 1950). |
| 29 января 1914   | Коковцов                                   | Владимир Николаевич Коковцов (1853—1943), статс-секретарь, председатель Совета министров и министр финансов, член Государственного совета, сенатор, действительный тайный советник | Угас с его смертью 29 января 1943 г. |
| 26 марта 1915    | Брасова                                    | Наталья Сергеевна Вульферт (1880—1952) | Морганатическая супруга Великого Князя Михаила Александровича, владельца имения Брасово. С нисходящим потомством. Затем — светлейшие князья Романовские-Брасовы. Угас 21 июля 1931 (в женском поколении с её смертью 26 февраля 1952). |
| февраль 1917     | Искандер                                   | Александр Николаевич Искандер (1887 —1957) | Затем — светлейшие князья Романовские-Искандер. Род угас в мужском колене 06 февраля 1992 (по женской линии 24 июля 1999) |

## Роды, возведённые в графскоеЦарства Польскогодостоинство (в порядке пожалования) (с 1815 года)

### В царствованиеАлександра I
| Дата               | Фамилия               | Кто жалован                                              | Примечания |
| ------------------ | --------------------- | -------------------------------------------------------- | --- |
| 5/17 октября 1820  | Алопеус (Alopeus)     | Барон Давид Максимович (Франс Давид) Алопеус (1769—1831) | Род угас 20 апреля 1862 г. со смертью сына родоначальника (окончательно 10 марта 1901 г. со смертью вдовы последнего). |
| 11/23 августа 1825 | Белинские (Bielinski) | Пётр Станиславович Белинский (1754—1829)                 | Род угас 27 февраля 1897 г.                                                                                            |

### В царствованиеНиколая I
| Дата                      | Фамилия                          | Кто жалован | Примечания |
| ------------------------- | -------------------------------- | --- | --- |
| 12/24 мая 1829            | Гауке (Haucke) I                 | Маврикий Фёдорович (Ганс-Мориц) (фон) Гауке (1775–1830), генерал от инфантерии                                                | Предположительно, существующий род. |
| 27 ноября /9 декабря 1830 | Гауке II                         | Иосиф Фёдорович (Йозеф-Генрих) (фон) Гауке (1790–1837)                                                                        | Брат предыдущего. Предположительно, существующий род. |
| 1/13 января 1833          | Валевский (Walewski) (1-я ветвь) | Александр-Иосиф Иосифович-Каласантиевич Валевский (1778–1845), бывший сенатор                                                 | Род угас с его бездетной смертью 27 апреля 1845 г. (окончательно со смертью его вдовы 01 мая 1862 г.                                                                |
| 1/13 января 1833          | Валевский (Walewski) (2-я ветвь) | Николай-Иосиф-Даниил Викентьевич Валевский (1813–1869)                                                                        | Племянник предыдущего (одновременно с ним). Род, предположительно, угас в мужском поколении 09 февраля 2000 г. и существует в женском.                              |
| 1/13 января 1833          | Валевский (Walewski) (3-я ветвь) | Конрад Викентьевич Валевский (1813–1896)                                                                                      | Брат предыдущего (одновременно с ним). Род, предположительно, угас в мужском поколении с его смертью 29 апреля 1896 г., в женском – со смертью его внучек в 1939 г. |
| 16 июля 1838              | Ожаровский (Ozarowski)           | Братья Адам (1776-1855) и Франц (1783-после 1838) Петровичи Ожаровские и дети умершего их брата Каетана Петровича Ожаровского | Угас в XX в. |
| 16 июля 1838              | Потоцкий (Potocki) I             | Францишек Станислав (Франц Викентьевич) Потоцкий (1778-1853)                                                                  | Угас 16 января 1853 с его смертью. |
| 12/24 января 1843         | Потоцкий II                      | Александр Станислав Потоцкий (1776-1845) и его дети Августин (р. 1811) и Станислав (ум. 1887)                                 | Угас в 1934 г. |
| 12/24 января 1843         | Потоцкая (Potocka) I             | Мария Казимировна Потоцкая (урожд. Горская), вдова графа Станислава Иосифовича                                                | Угас в XIX в. с её смертью |
| 26 марта /7 апреля 1846   | Скарбек (Skarbek)                | Фредерик Флориан (Фридрих Касперович) Скарбек (1792-1866)                                                                     | |

### В царствованиеАлександра II
| Дата               | Фамилия      | Кто жалован                                         | Примечания          |
| ------------------ | ------------ | --------------------------------------------------- | ------------------- |
| 13/25 октября 1859 | Потоцкий III | Мориц (Маврикий Александрович) Потоцкий (1812-1879) | Угас 16 мая 1949 г. |

### В царствованиеАлександра III
| Дата           | Фамилия     | Кто жалован                                                      | Примечания                                    |
| -------------- | ----------- | ---------------------------------------------------------------- | --------------------------------------------- |
| 17 ноября 1893 | Потоцкая II | Сёстры Роза Мария (1848-1937) и София Мария (1851-1927) Потоцкие | Угас 21 августа 1937 г. со смертью Розы Марии |

### В царствованиеНиколая II
Возведение в графское достоинство не осуществлялось.

## Роды, возведённые в графское Великого Княжества Финляндского достоинство (в порядке пожалования) (с 1809 года)

### В правлениеАлександра I
| Дата                          | Фамилия                                                   | Кто жалован                                                                      | Примечания |
| ----------------------------- | --------------------------------------------------------- | -------------------------------------------------------------------------------- | --- |
| 20/31 декабря 1809            | Крейц (Creutz)                                            | граф Карл-Густав Крейц                                                           | 14/26.01.1818 (1). Шведское графское достоинство пожаловано 31.12.1719 года барону Юхану Крейцу (1651—1726). В матрикул Рыцарского Дома ВКФ внесён род его потомка К.-Г. Крейца. Род существующий. |
| 20/31 декабря 1809            | Кронгиельм (Кронгиельм ав Хакунге) (Cronhjelm af Hakunge) | графы Карл-Густав и Соломон-Август-Поликарп Кронгиельмы                          | 5/17.09.1818 (2). Шведское графское достоинство пожаловано 31.12.1719 года Саломону Кронгиельм ав Хакунге (1666—1724). В матрикул Рыцарского Дома ВКФ внесены роды его потомков К.-Г. Кронгиельма и С.-А.-П. Кронгиельма. Угас 4 апреля 1982 года (в женском поколении 22.03.1993).                                                |
| 1809                          | Спренгпортен (Sprengtporten)                              | барон Егор Максимович (Георг-Магнус) Спренгпортен (1741—1819)                    | Род не был внесён в матрикул Рыцарского Дома. Угас 19 сентября 1819 года со смертью родоначальника. |
| 7/19 июля 1809                | Де Геер (de Geer till Tervik)                             | барон Роберт-Вильгельм де Геер (1750—1820)                                       | 17/29.01.1818 (по другим данным - 07/19.07.1817) (3). Угас 18 октября 1855 года со смертью сына родоначальника. |
| 6/18 сентября 1812            | Армфельт (Armfelt)                                        | барон Густав-Мориц Армфельт (1757—1814)                                          | 5/17.09.1818 (4). Род существующий. |
| 6/18 сентября 1812            | Штейнгель (Steinheil)                                     | барон Фаддей или Фабиан Фёдорович (Фабиан-Готтхард) фон Штейнгель (1762—1831)    | 22.01/03.02.1825 (7). Угас 7 марта 1831 года со смертью родоначальника. Однако ещё 13/25 августа 1825 года его зятю А.Х. Стевену разрешено было принять герб, фамилию и титул тестя (графа Штейнгеля) и именоваться потомственно графом Стевен-Штейнгелем.                                                                         |
| 31 августа/12 сентября 1819   | Аминов (Aminoff)                                          | барон Иоганн-Фридрих Аминов (1756—1842)                                          | 25.08/06.09.1821 (по другим данным - 25.10/06.11.1821) (5). Графский титул — в порядке первородства. Род угас. |
| 22 января/3 февраля 1822      | Сухтелен (van Suchtelen)                                  | барон Пётр Корнильевич (Иоганн-Пётр) Сухтелен (1751—1836)                        | 26.02/10.03.1824 (6). Угас в 1863 году. |
| 26 декабря 1823/7 января 1824 | Маннергейм (Mannerheim)                                   | барон Карл-Эрих Маннергейм (1759—1837) и его старший сын Карл-Густав (1797—1854) | 26.11/08.12.1825 (8). Графский титул — в порядке первородства. Род существующий. |
| 13/25 августа 1825            | Стевен-Штейнгель (Штевен-Штейнгель) (Steven-Steinheil)    | Александр Христианович Стевен (1783—1842)                                        | 22.01/03.02.1825 (7). В 1825 году генерал-майору и гельсингфорскому коменданту А.Х. Стевену разрешено принять герб, фамилию и титул тестя (графа ВКФ Ф.Ф. Штейнгеля) и именоваться потомственно графом Стевен-Штейнгелем. Род его был внесён в матрикул под тем же номером. Угас 23.02.1971 года (в женском поколении 29.07.1993). |

### В правлениеНиколая I
| Дата                       | Фамилия                                    | Кто жалован                                                | Примечания |
| -------------------------- | ------------------------------------------ | ---------------------------------------------------------- | --- |
| 22 августа/3 сентября 1826 | Ребиндер (Rehbinder)                       | барон Роберт Иванович (Роберт-Генрих) Ребиндер (1777—1841) | Род не был внесён в матрикул Рыцарского Дома. Угас 26 февраля/8 марта 1841 года со смертью родоначальника. |
| 2/14 августа 1830          | Закревский (Zakrewsky)                     | Арсений Андреевич Закревский (1783/86—1865)                | 27.11/09.12.1831 (9). В 1856 году получил титул графа Российской империи (см. выше). Угас 11/23 января 1865 года со смертью родоначальника (в женском поколении в 1884 году со смертью дочери родоначальника). |
| 30 апреля / 12 мая 1849    | Кушелев-Безбородко (Kuscheleff-Besborodko) | граф Александр Григорьевич Кушелев-Безбородко (1800—1855)  | 14/26.04.1851 (10). Угас 1/13 мая 1870 года со смертью сына родоначальника. |

### В правлениеАлександра II
| Дата                       | Фамилия             | Кто жалован                                                      | Примечания |
| -------------------------- | ------------------- | ---------------------------------------------------------------- | --- |
| 26 августа/7 сентября 1856 | фон Берг (von Berg) | Фёдор Фёдорович (Фридрих-Вильгельм-Ремберт) фон Берг (1793—1874) | 26.09/08.10.1857 (11). 6/18 сентября 1856 года графское достоинство распространено на племянников фон Берга, им усыновлённых — Фридриха-Георга-Магнуса (16.02.1845-22.03.1938), Александра-Ремберта-Иоахима и Георга-Эриха-Ремберта Бергов с нисходящим их потомством. Род Ф.Ф. Берга угас с его бездетной смертью 06/18 января 1874 года, а род его племянников существует. |

### В правлениеАлександра IIIиНиколая II
Возведение в графское достоинство не осуществлялось.